# Comuna Mica, Mureș
Mica (în maghiară Mikefalva, în germană Nickelsdorf) este o comună în județul Mureș, Transilvania, România, formată din satele Abuș, Căpâlna de Sus, Ceuaș, Deaj, Hărănglab, Mica (reședința) și Șomoștelnic.

## Demografie
Componența etnică a comunei Mica
     Maghiari (44,16%)
     Romi (35,45%)
     Români (17,09%)
     Alte etnii (0,08%)
     Necunoscută (3,22%)
Componența confesională a comunei Mica
     Reformați (32,94%)
     Ortodocși (24,91%)
     Penticostali (15,04%)
     Fără religie (13,11%)
     Unitarieni (7,36%)
     Romano-catolici (2,76%)
     Alte religii (0,44%)
     Necunoscută (3,44%)
Conform recensământului efectuat în 2021, populația comunei Mica se ridică la 4.821 de locuitori, în creștere față de recensământul anterior din 2011, când fuseseră înregistrați 4.539 de locuitori. Cei mai mulți locuitori sunt maghiari (44,16%), cu minorități de romi (35,45%) și români (17,09%), iar pentru 3,22% nu se cunoaște apartenența etnică. Din punct de vedere confesional, cei mai mulți locuitori sunt reformați (32,94%), cu minorități de ortodocși (24,91%), penticostali (15,04%), fără religie (13,11%), unitarieni (7,36%) și romano-catolici (2,76%), iar pentru 3,44% nu se cunoaște apartenența confesională.

## Politică și administrație
Comuna Mica este administrată de un primar și un consiliu local compus din 13 consilieri. Primarul, János Beres[*], de la Uniunea Democrată Maghiară din România, este în funcție din 1 noiembrie 2024. Începând cu alegerile locale din 2024, consiliul local are următoarea componență pe partide politice:
|  | Partid                                 | Consilieri | Componența Consiliului | Componența Consiliului | Componența Consiliului | Componența Consiliului | Componența Consiliului | Componența Consiliului | Componența Consiliului | Componența Consiliului | Componența Consiliului | Componența Consiliului | Componența Consiliului |
|  | -------------------------------------- | ---------- | ---------------------- | ---------------------- | ---------------------- | ---------------------- | ---------------------- | ---------------------- | ---------------------- | ---------------------- | ---------------------- | ---------------------- | ---------------------- |
|  | Uniunea Democrată Maghiară din România | 11         |                        |                        |                        |                        |                        |                        |                        |                        |                        |                        |                        |
|  | Partidul Național Liberal              | 1          |                        |                        |                        |                        |                        |                        |                        |                        |                        |                        |                        |
|  | Partidul Social Democrat               | 1          |                        |                        |                        |                        |                        |                        |                        |                        |                        |                        |                        |

## Atracții turistice
- Biserica de lemn din Abuș
- Biserica unitariană din Deaj
- Conacul Pataki din Deaj
- Biserica unitariană din Hărănglab
- Castelul „Apor” din satul Abuș
- Conacul Keresztes-Eperjesi din Mica

## Imagini

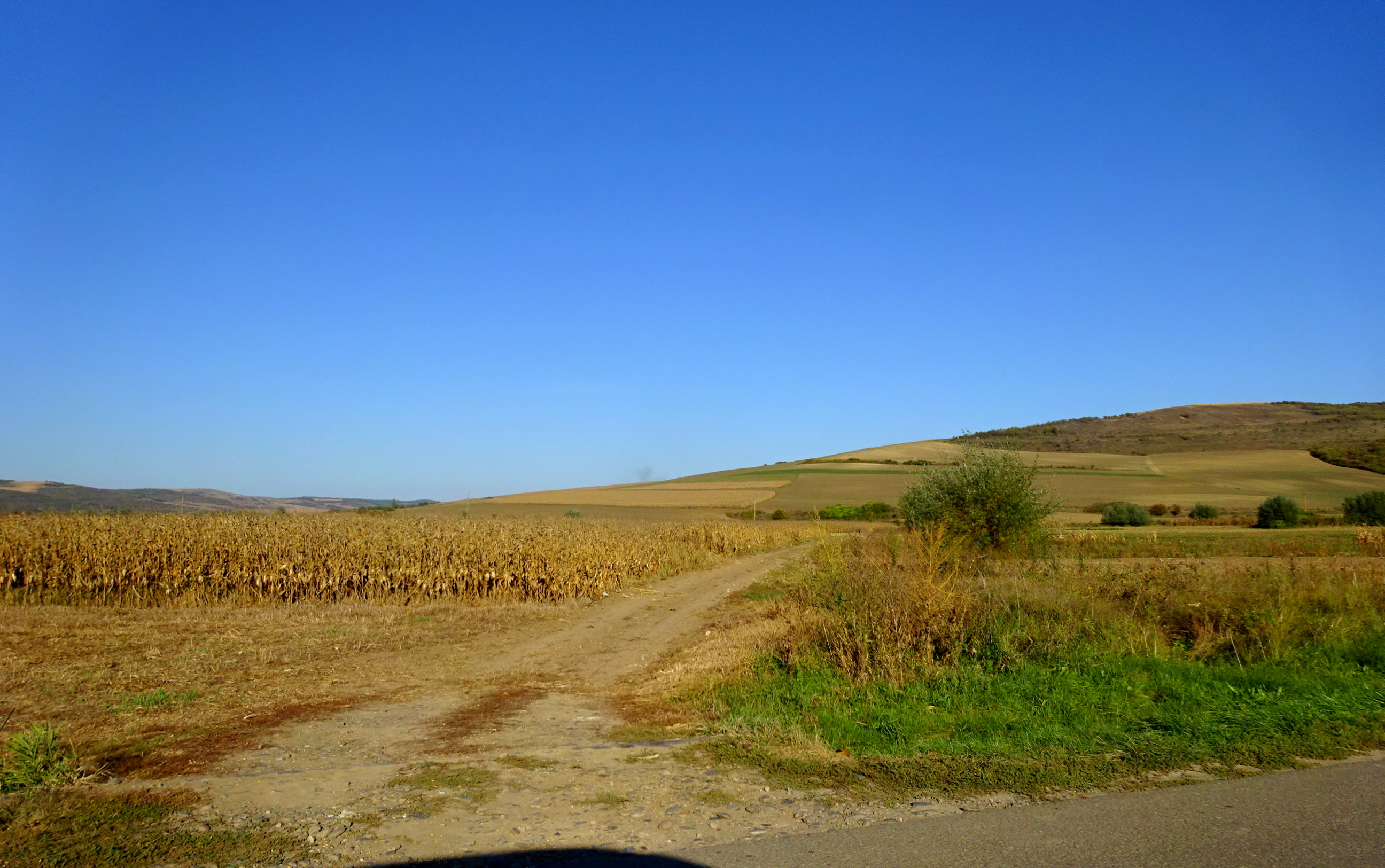
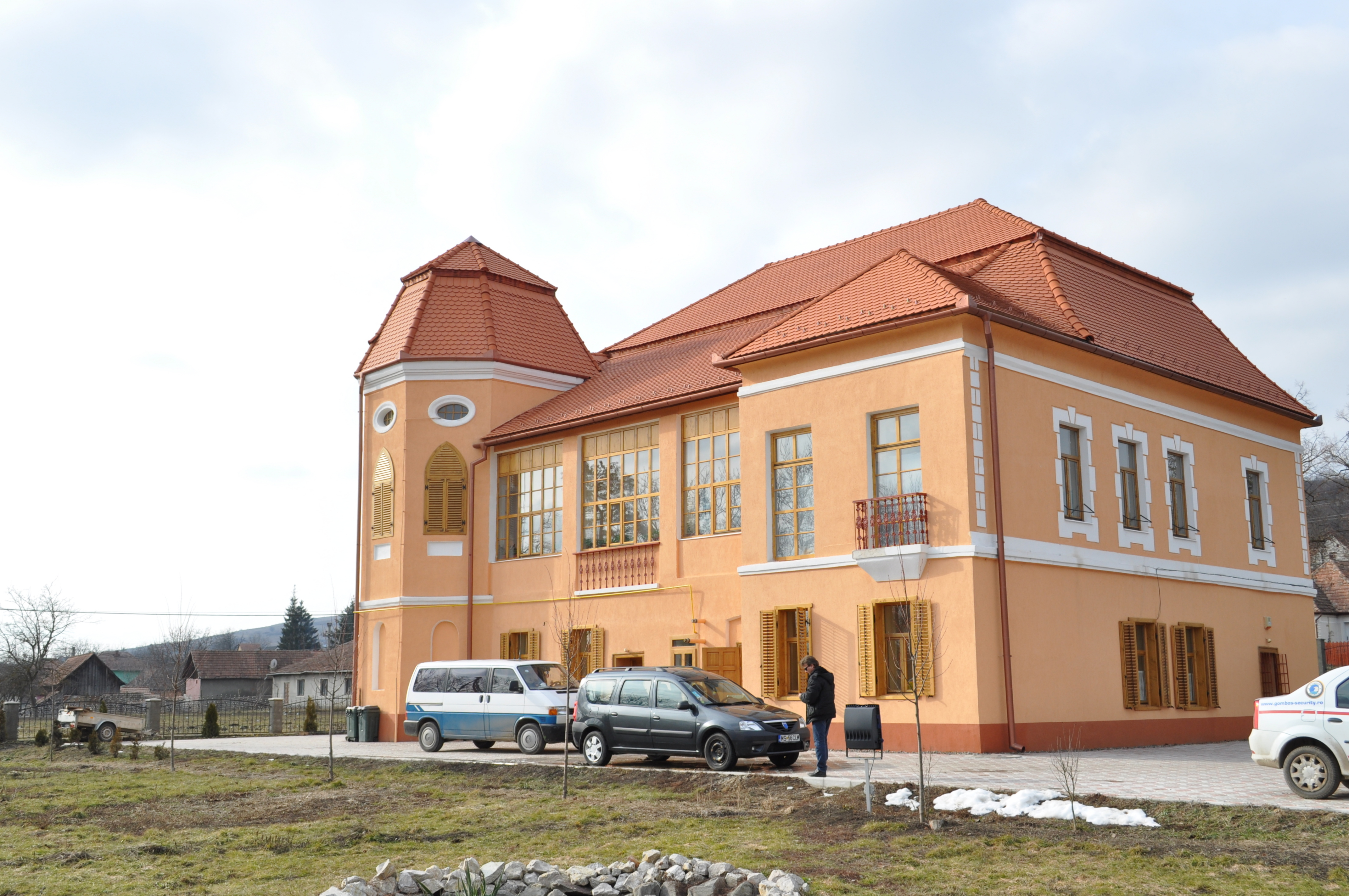
Primăria comunei (Conacul Keresztes-Eperjesi, monument istoric)
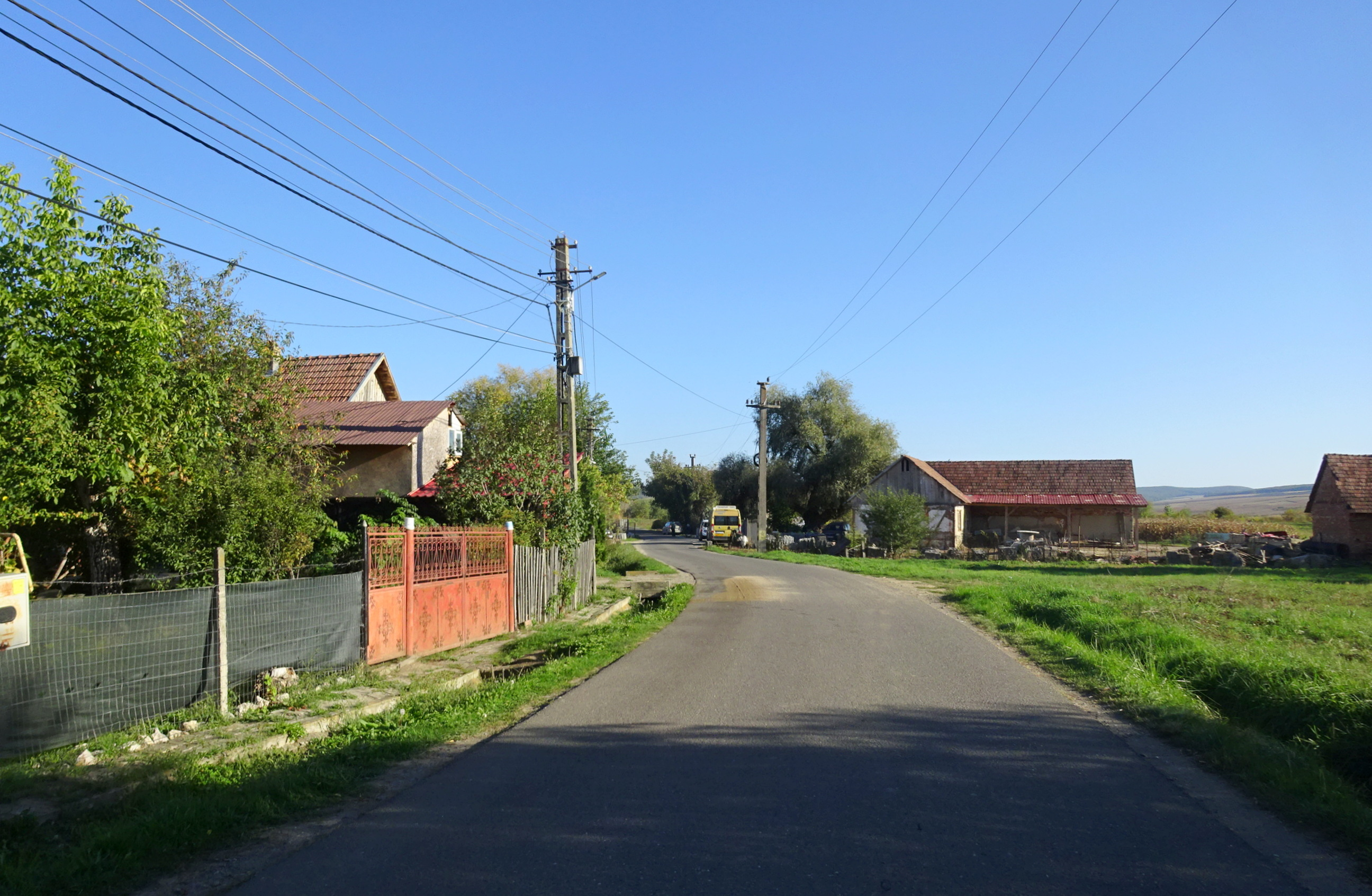
Mica
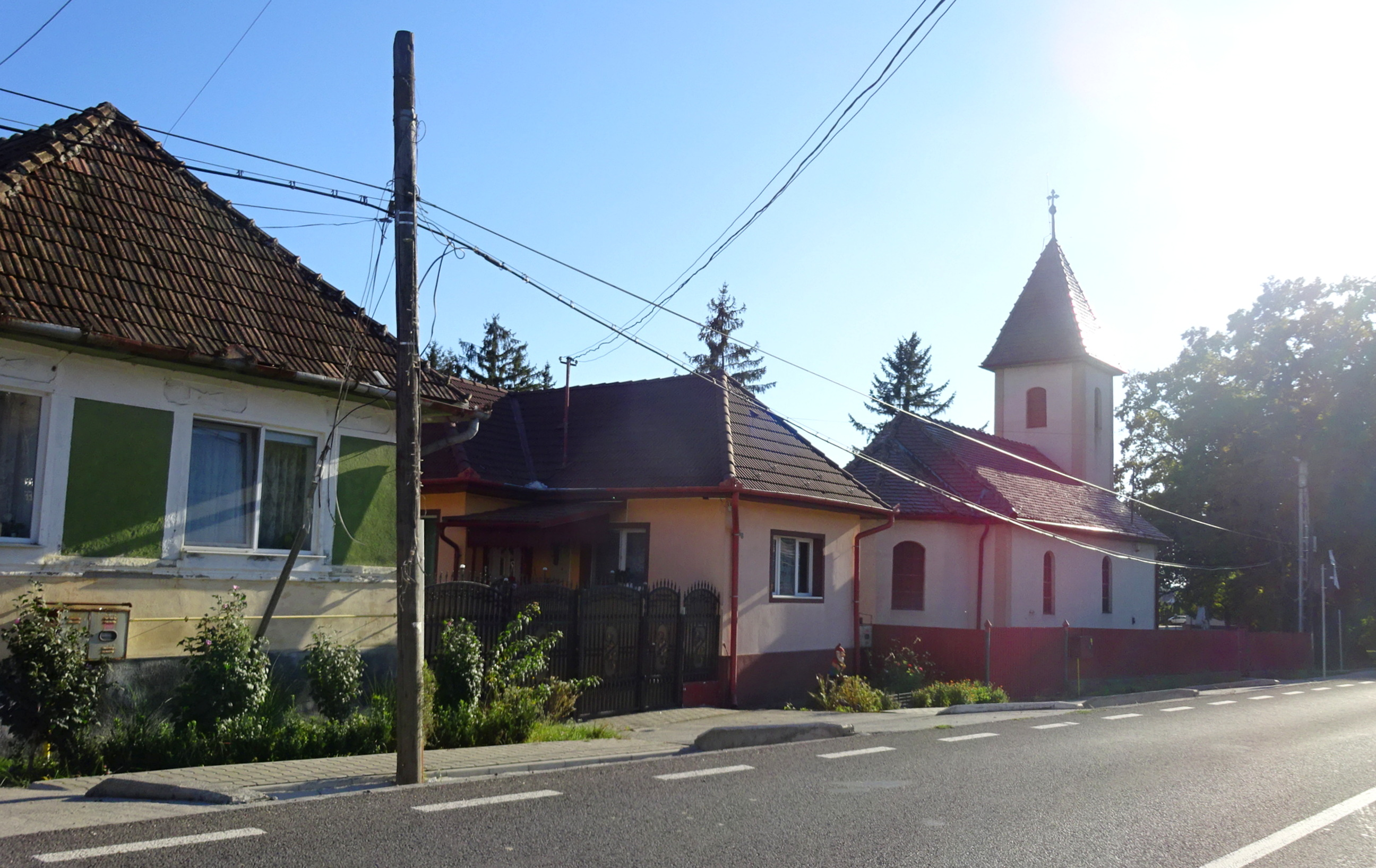
Biserica ortodoxă
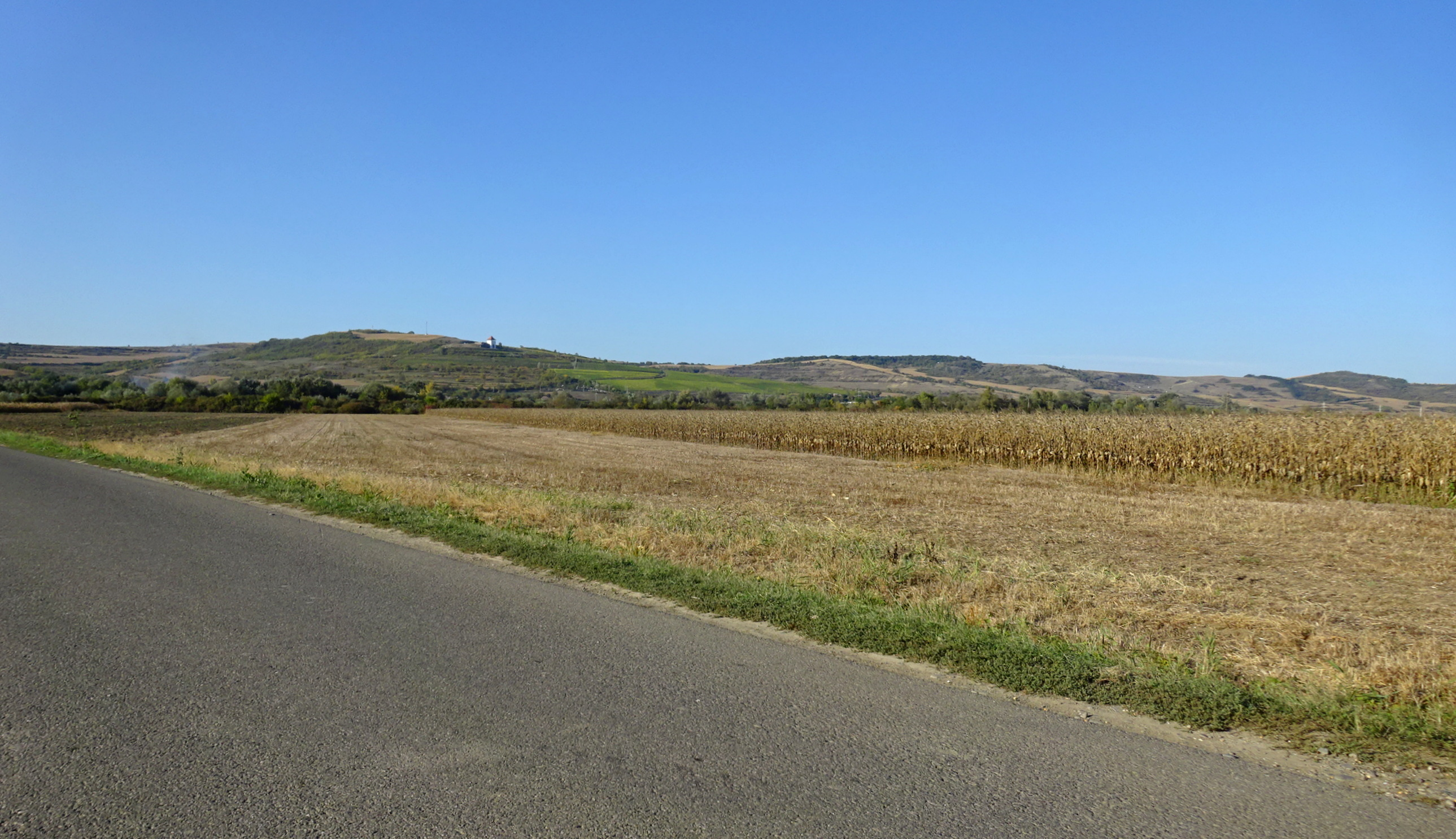
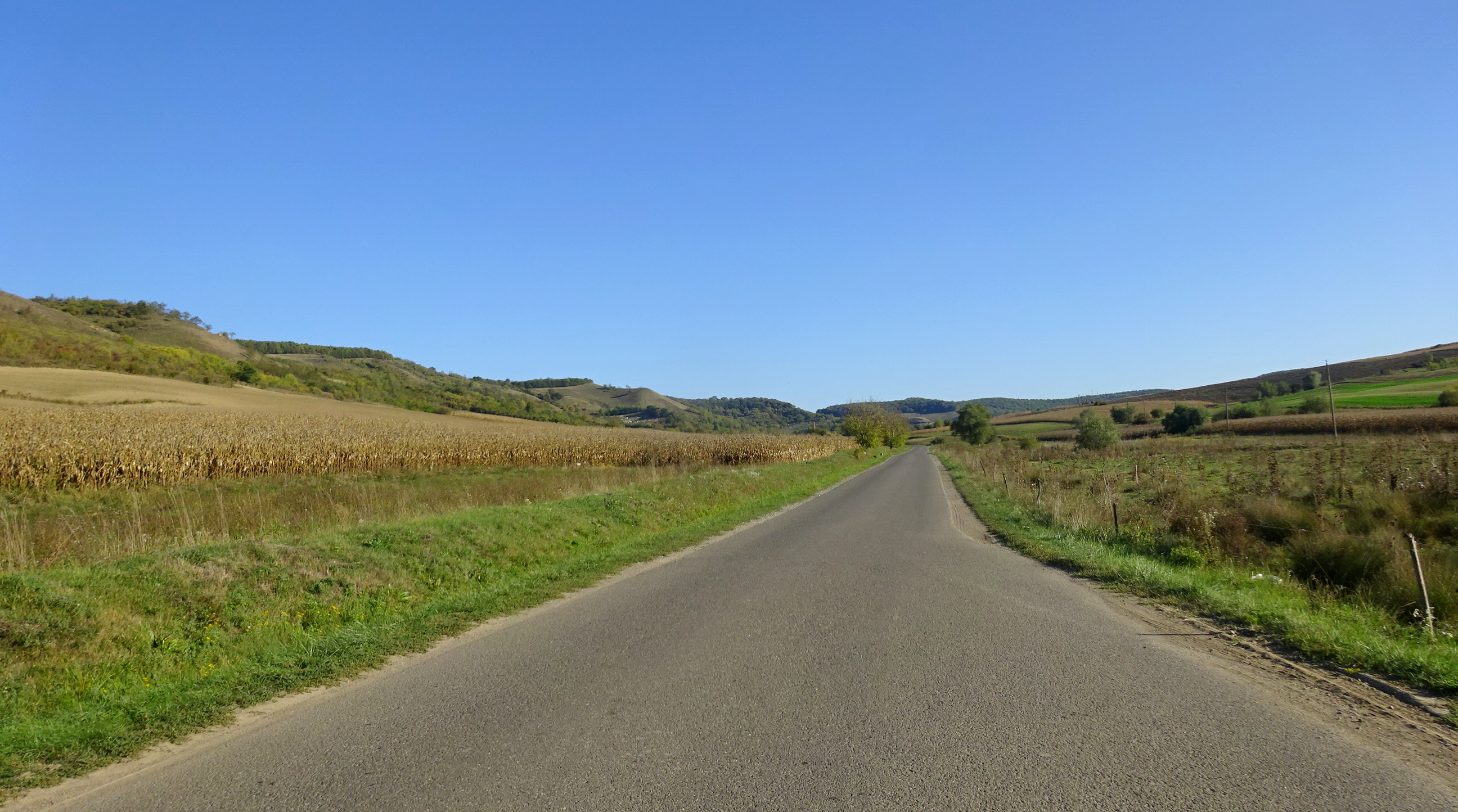
Drumul Mica-Ceuaș
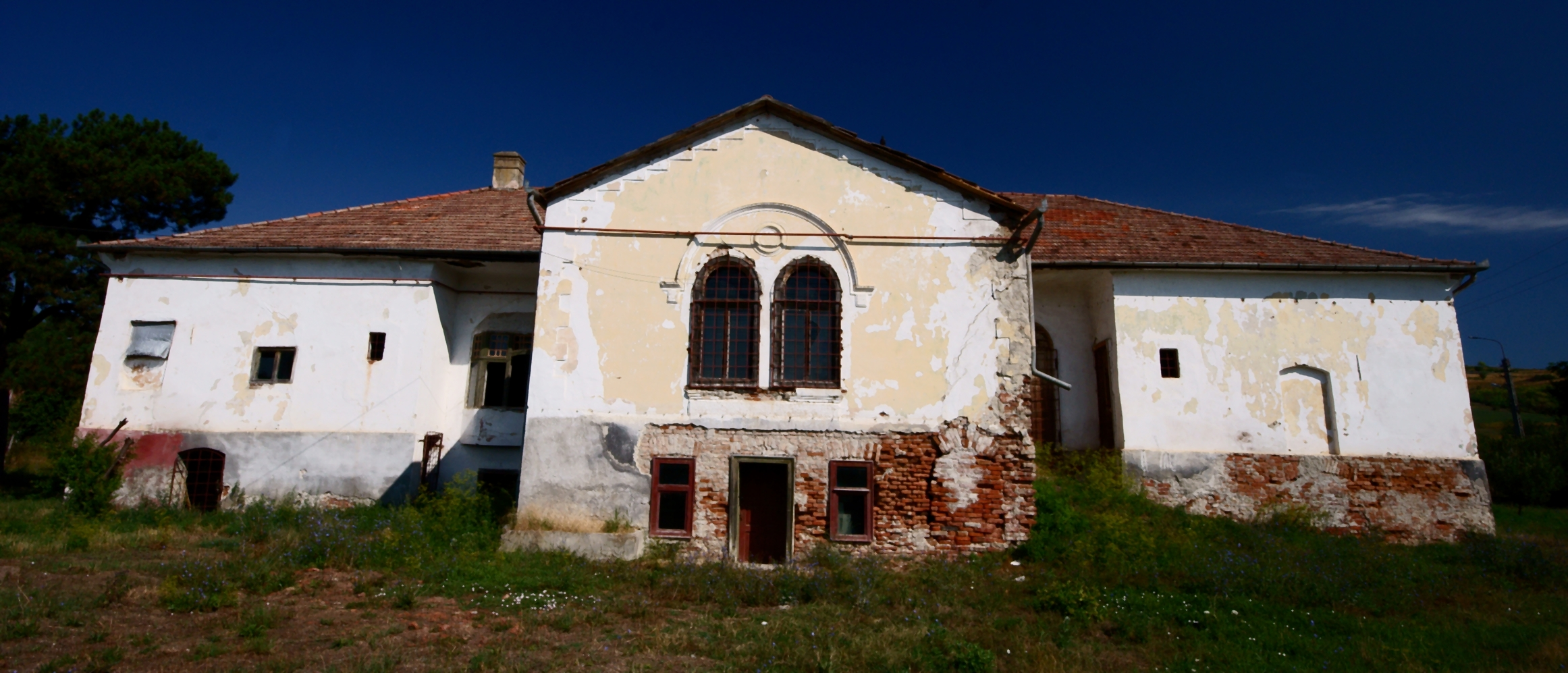
Castelul Apor din Abuș (monument istoric)
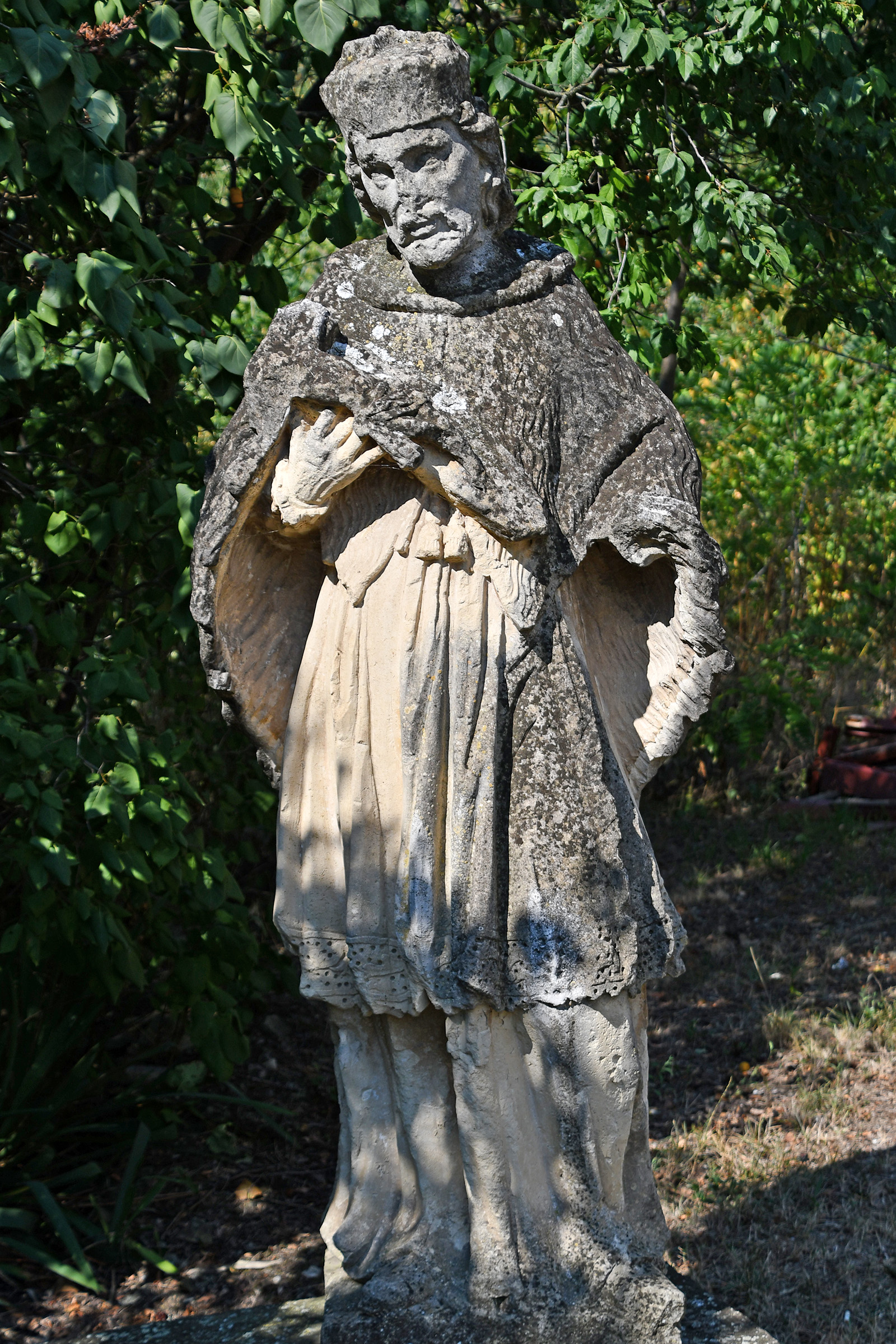
Statuia lui Ioan Nepomuk din Abuș
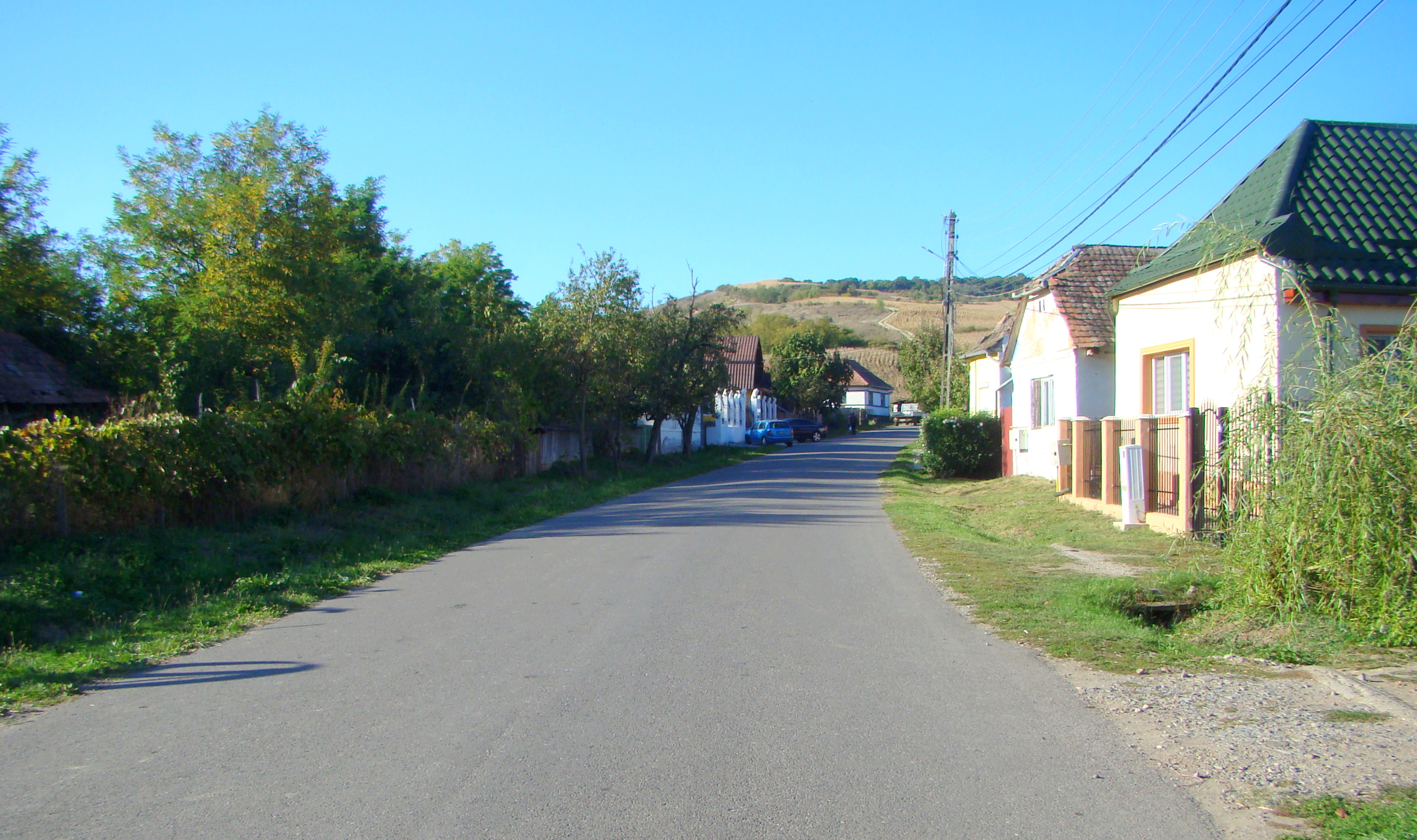
Căpâlna de Sus
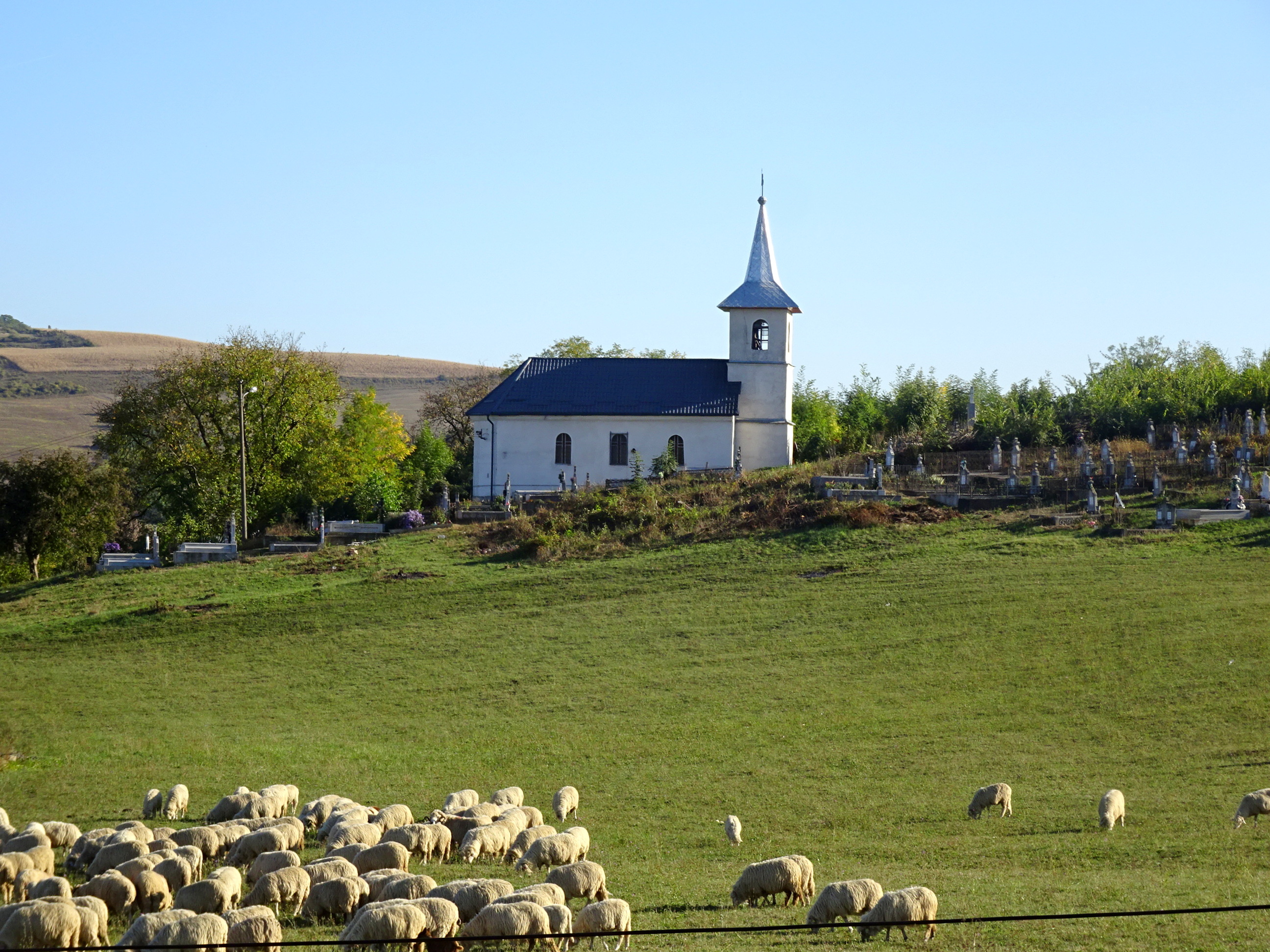
Biserica ortodoxă
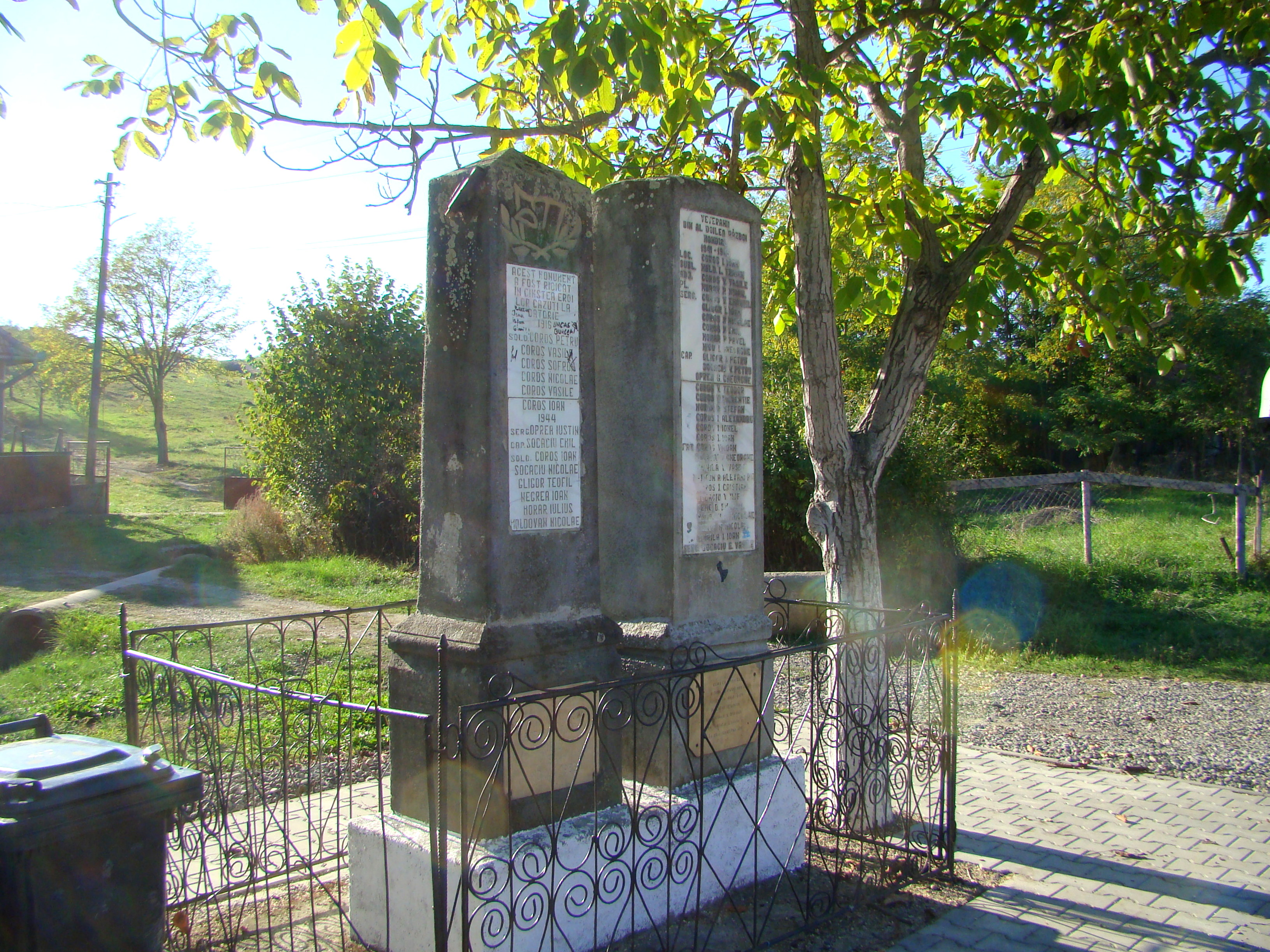
Monumentul eroilor
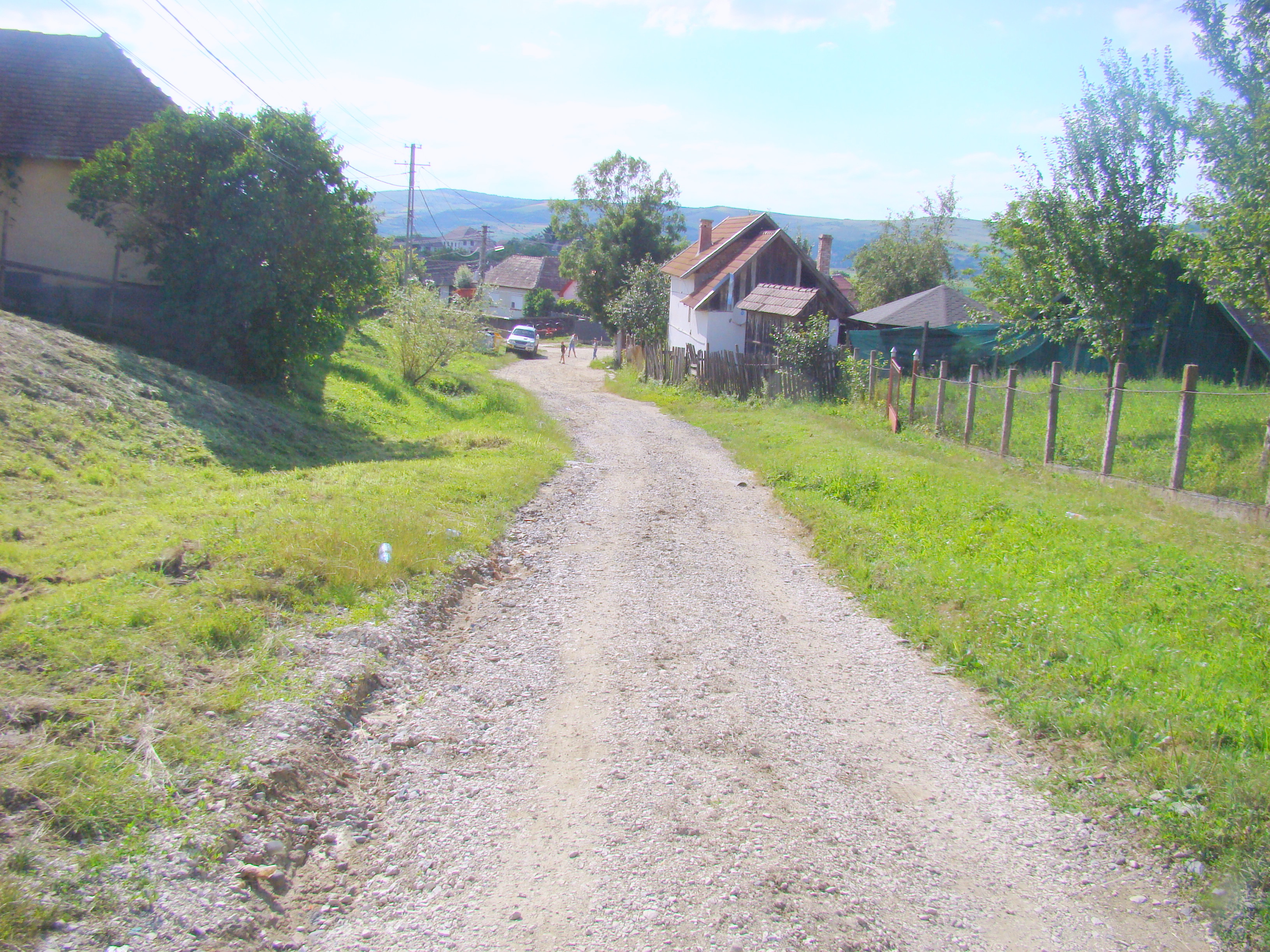
Deaj
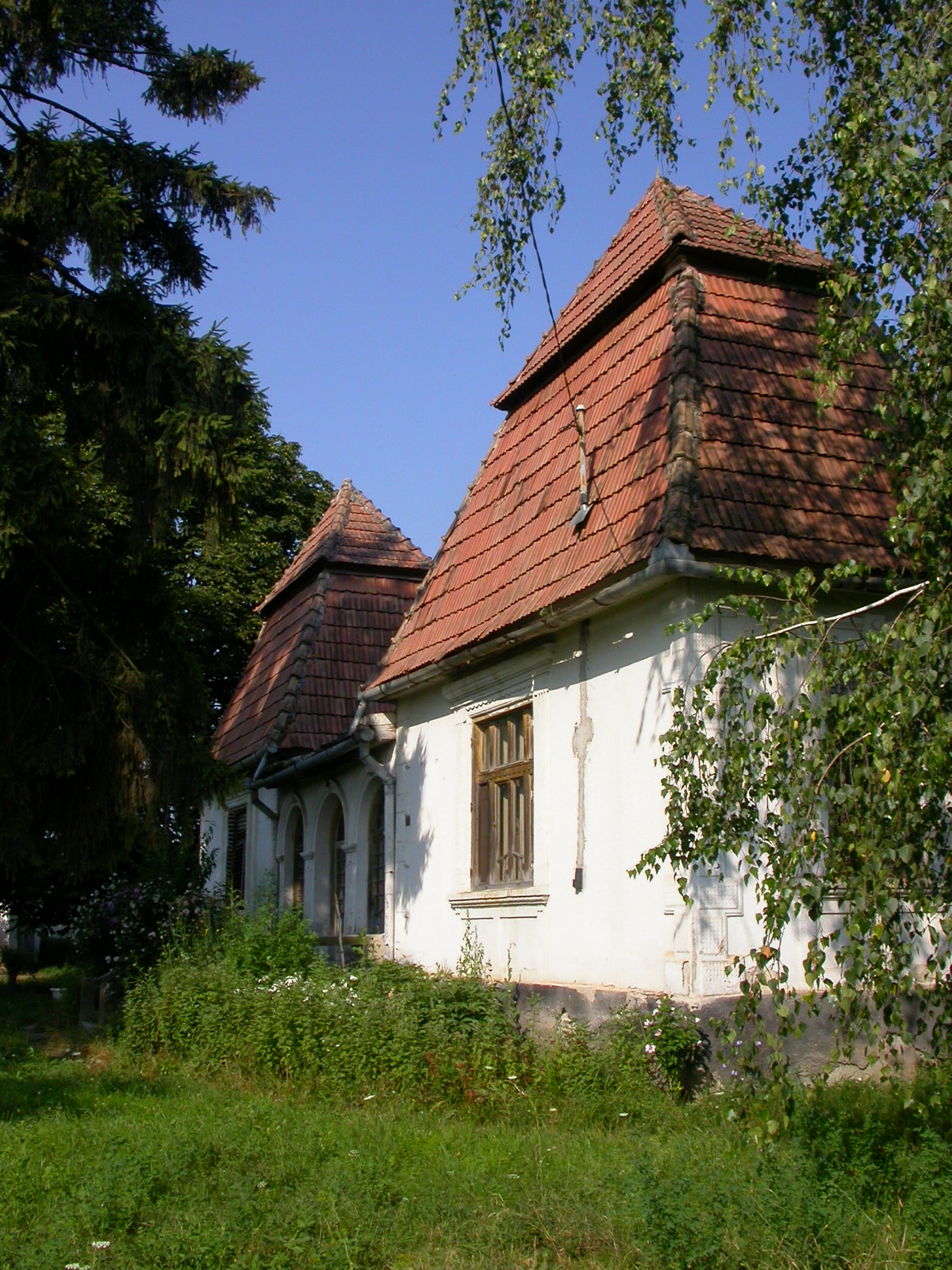
Conacul Pap (monument istoric)
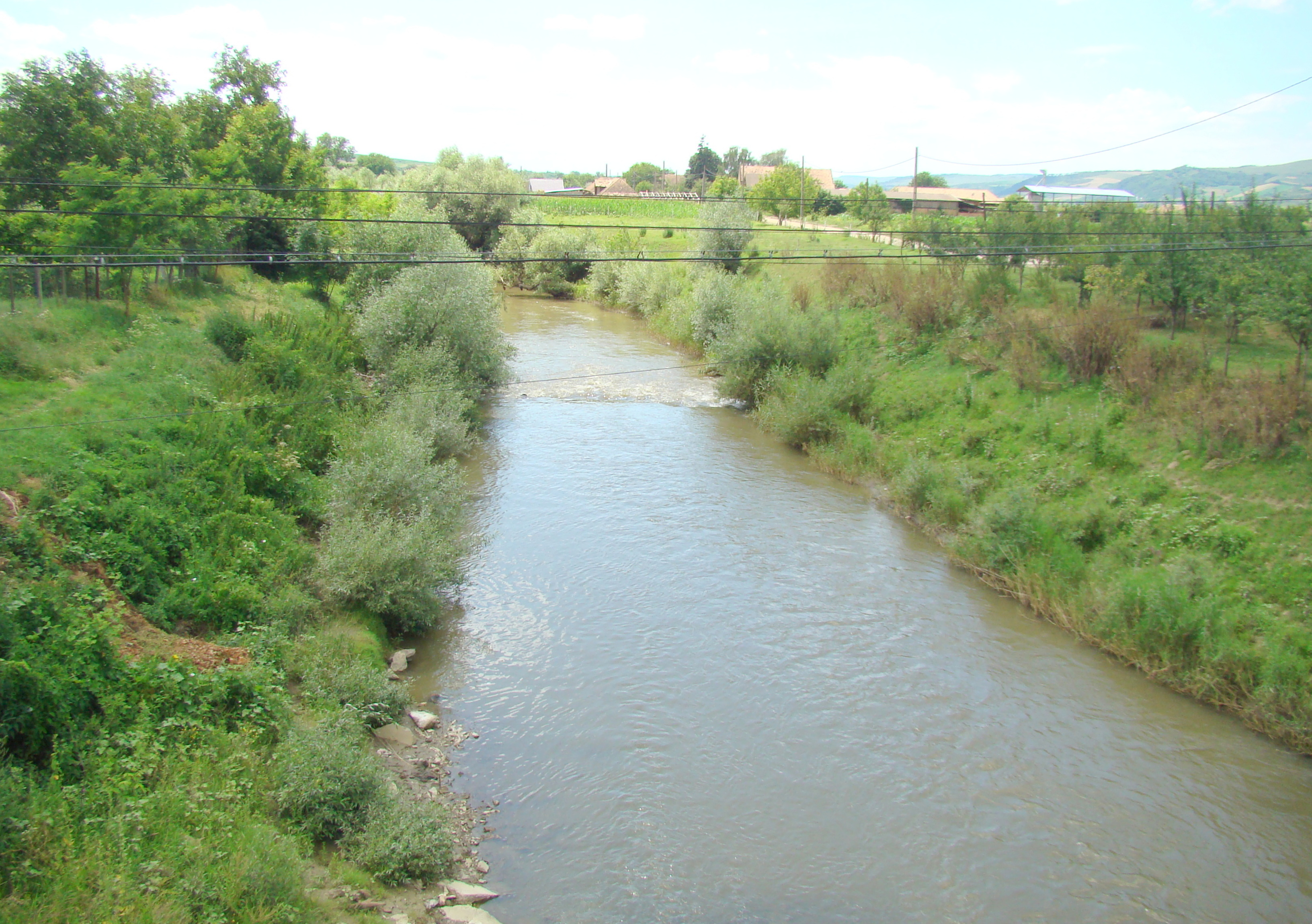
Râul Târnava Mică la Deaj
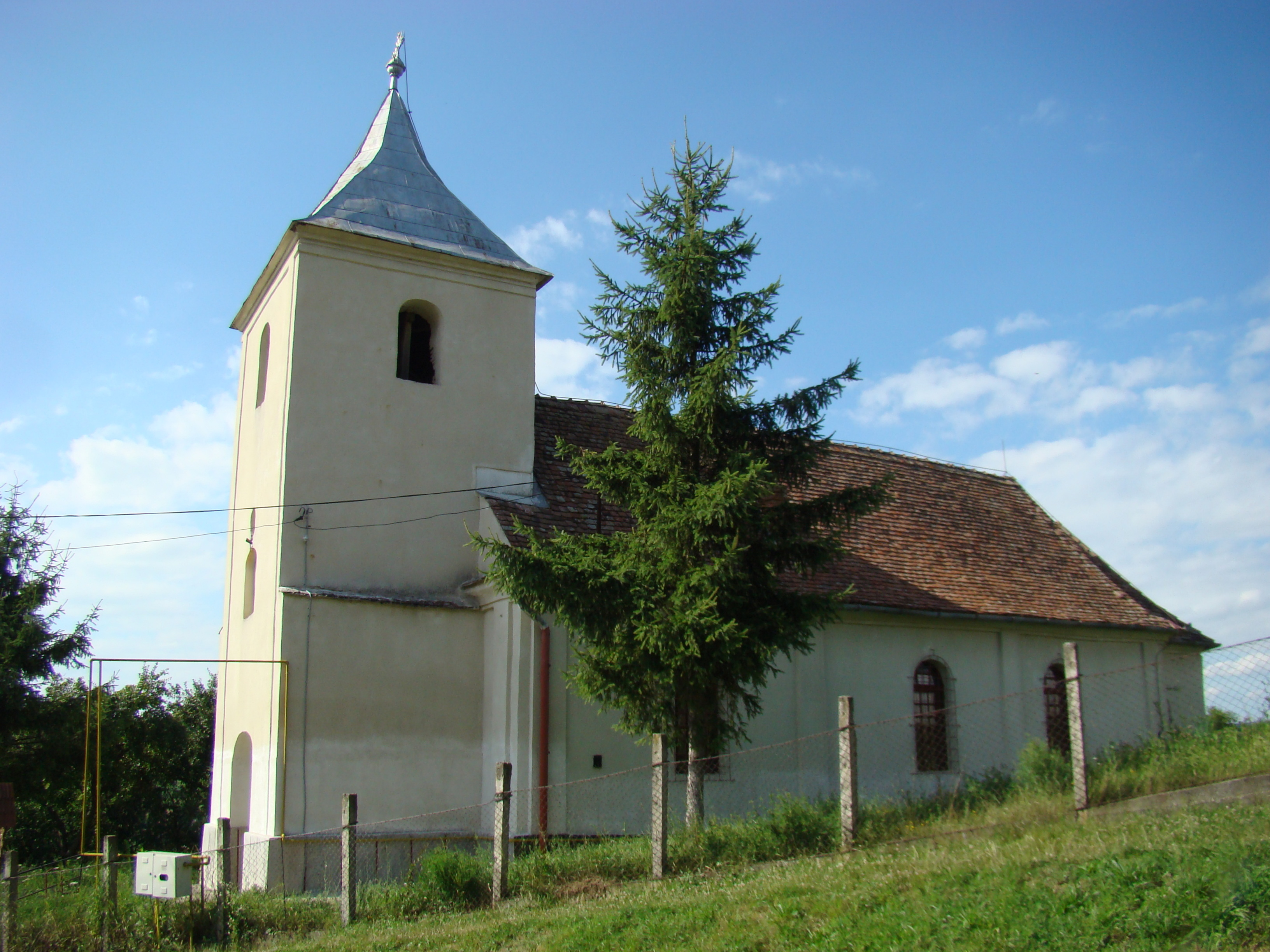
Biserica ortodoxă
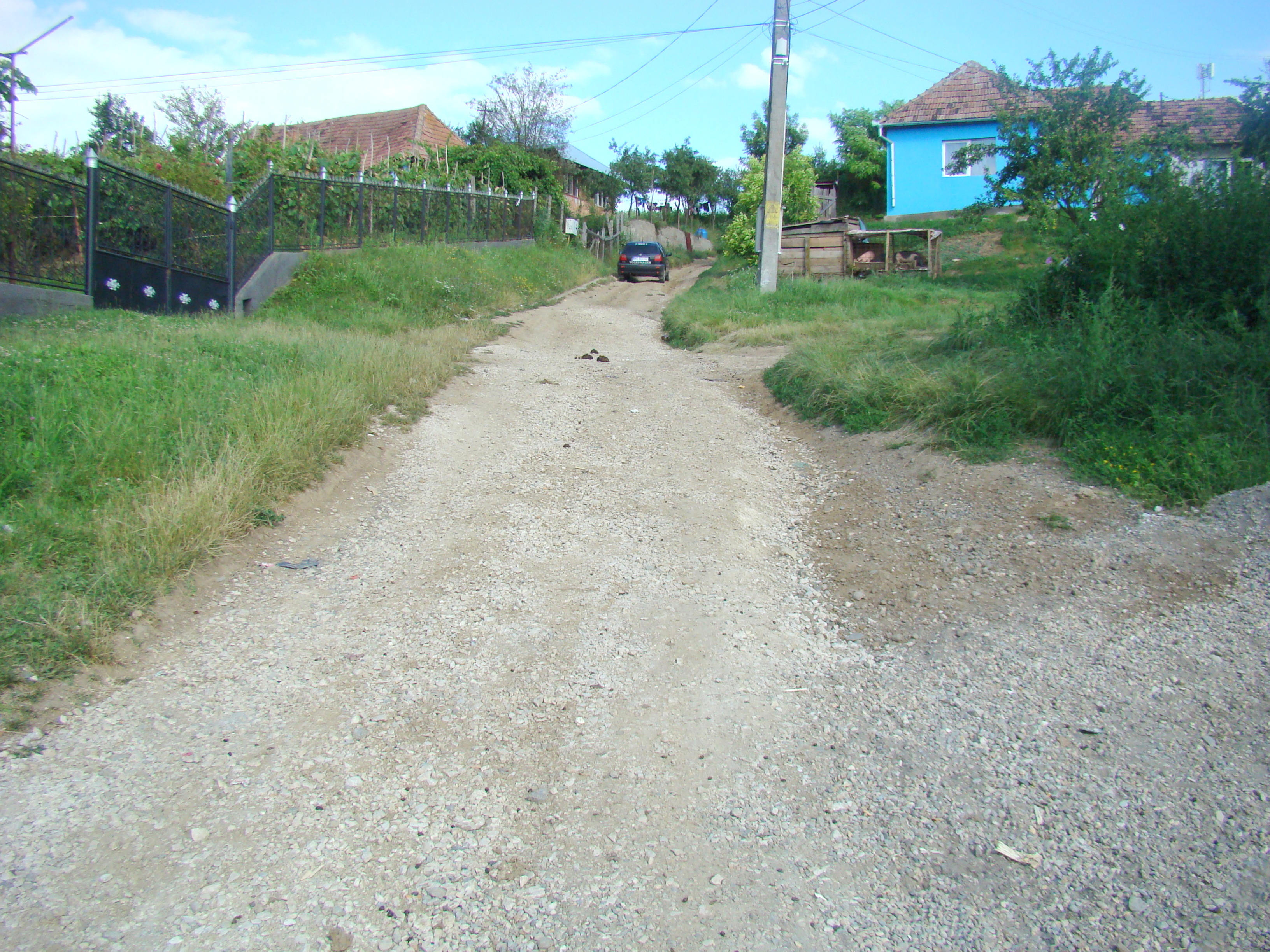
Deaj
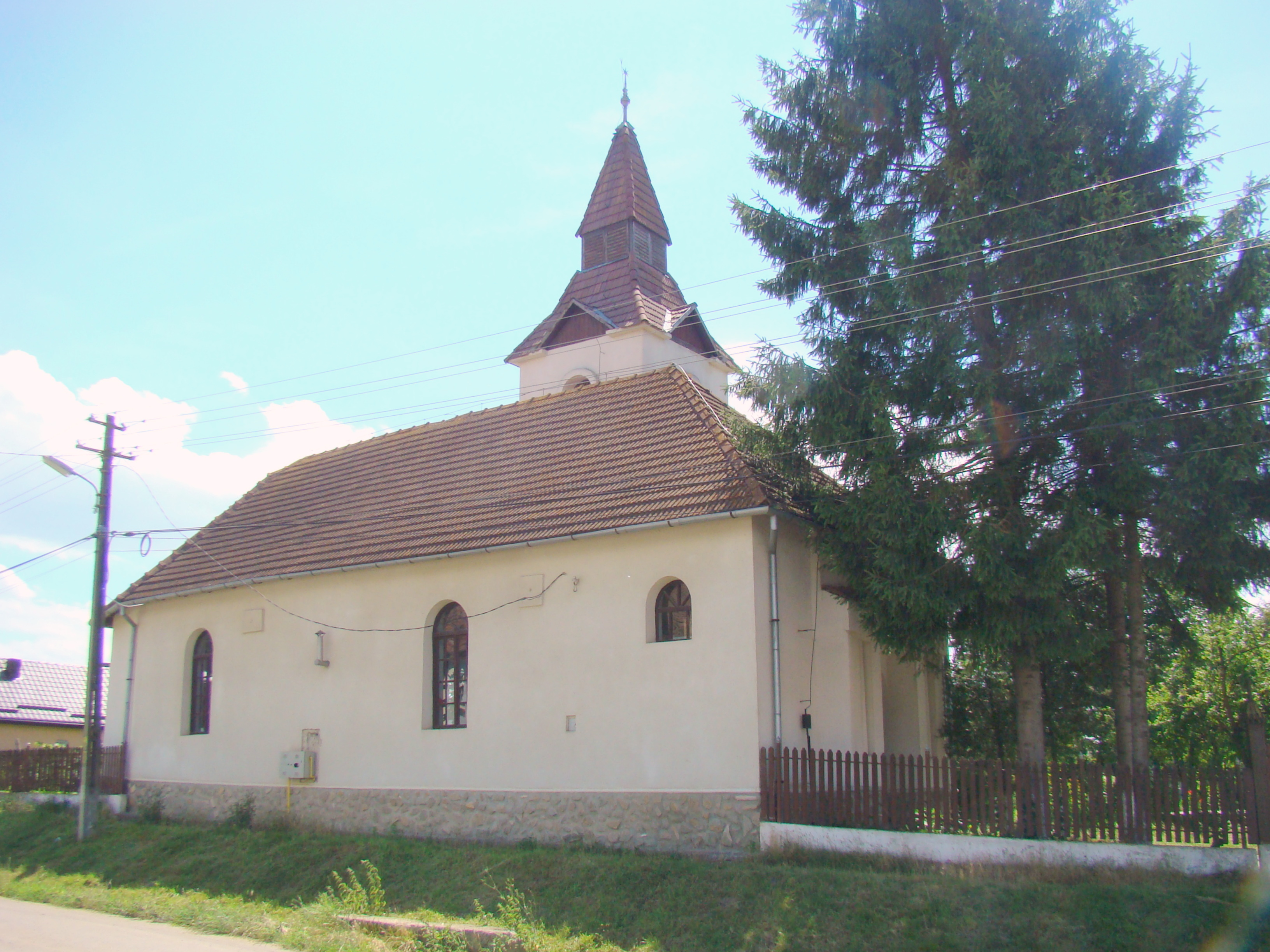
Biserica reformată din Deaj (1880)
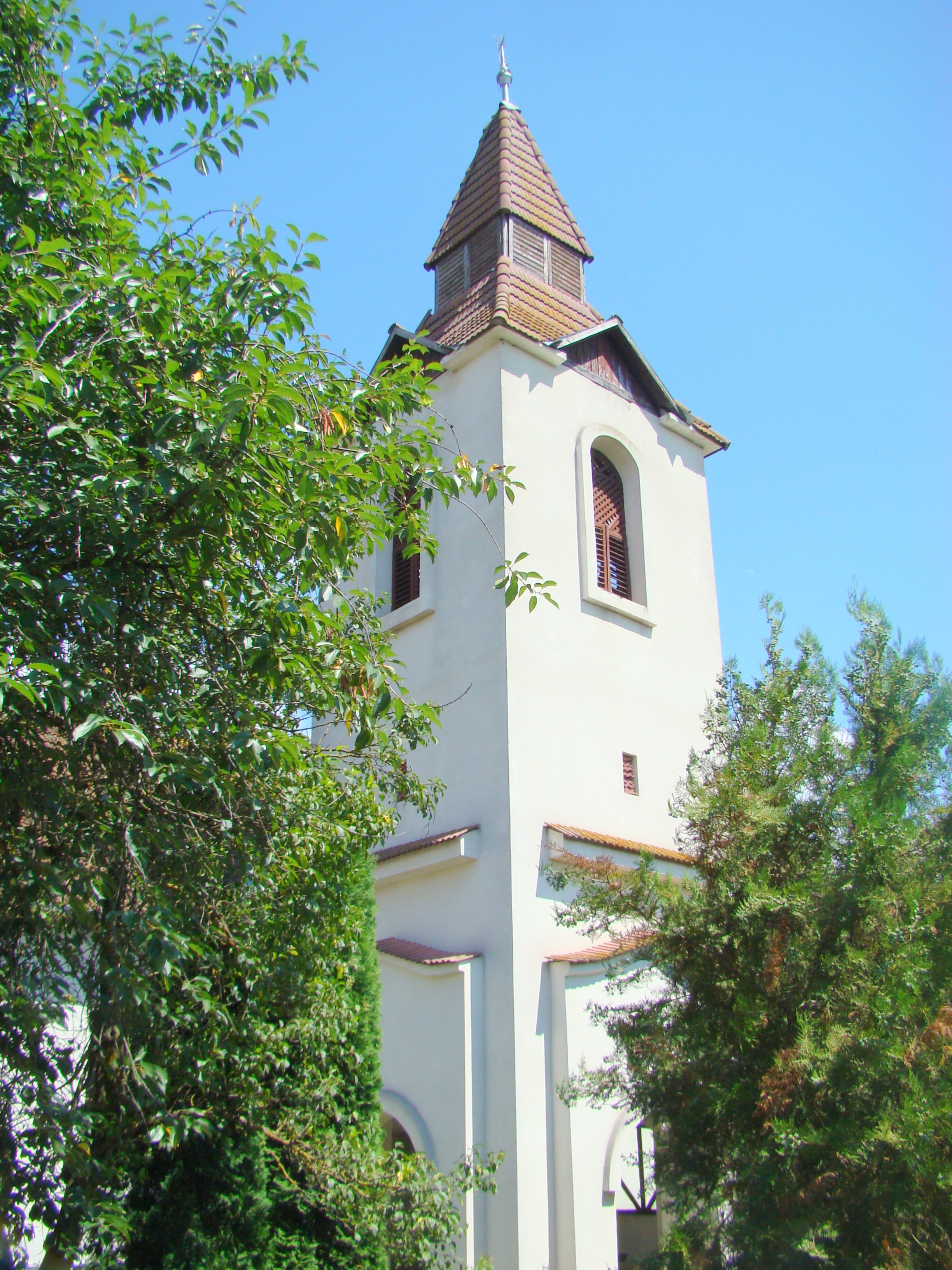
Turnul bisericii reformate
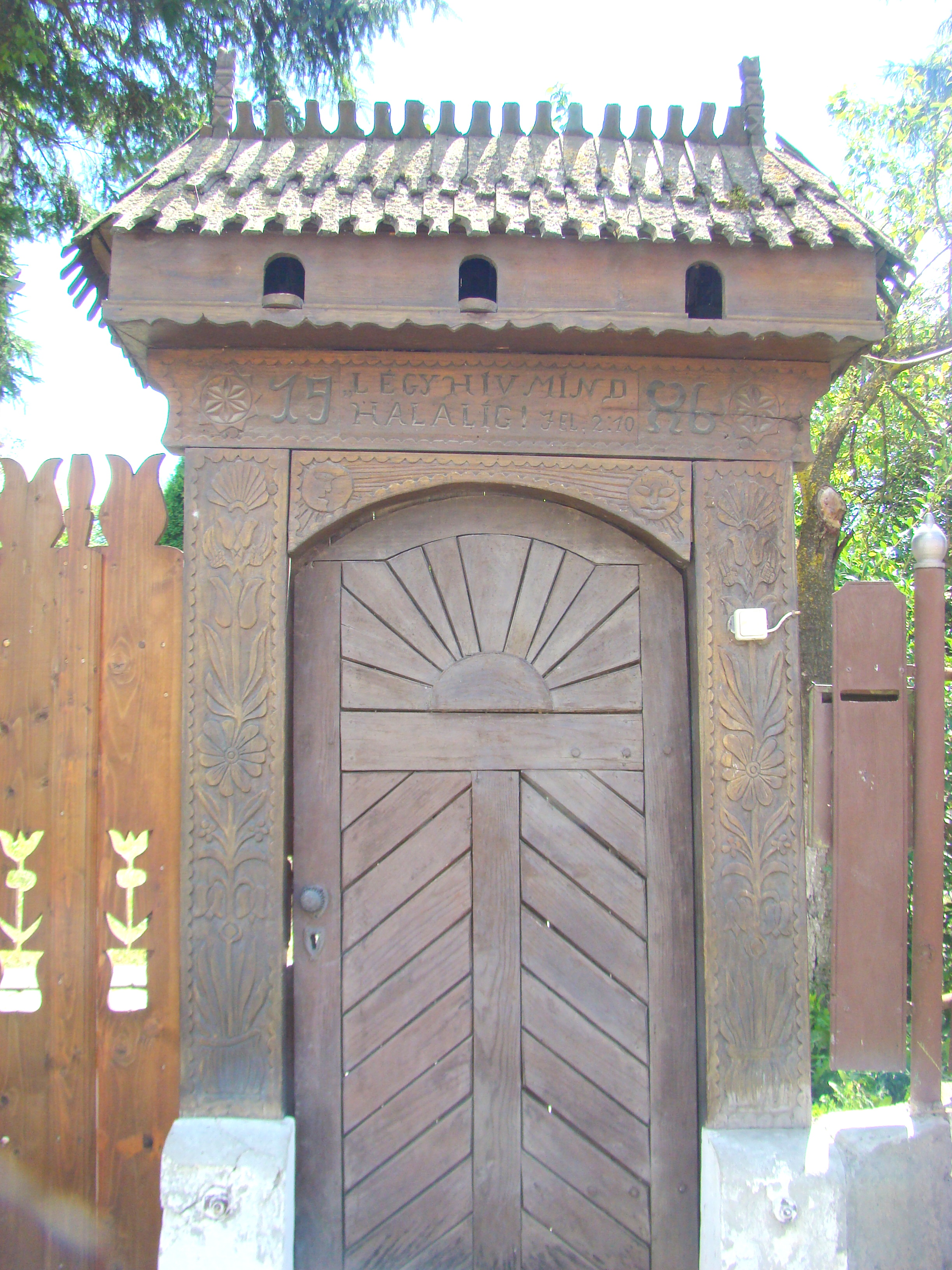
Poarta de lemn
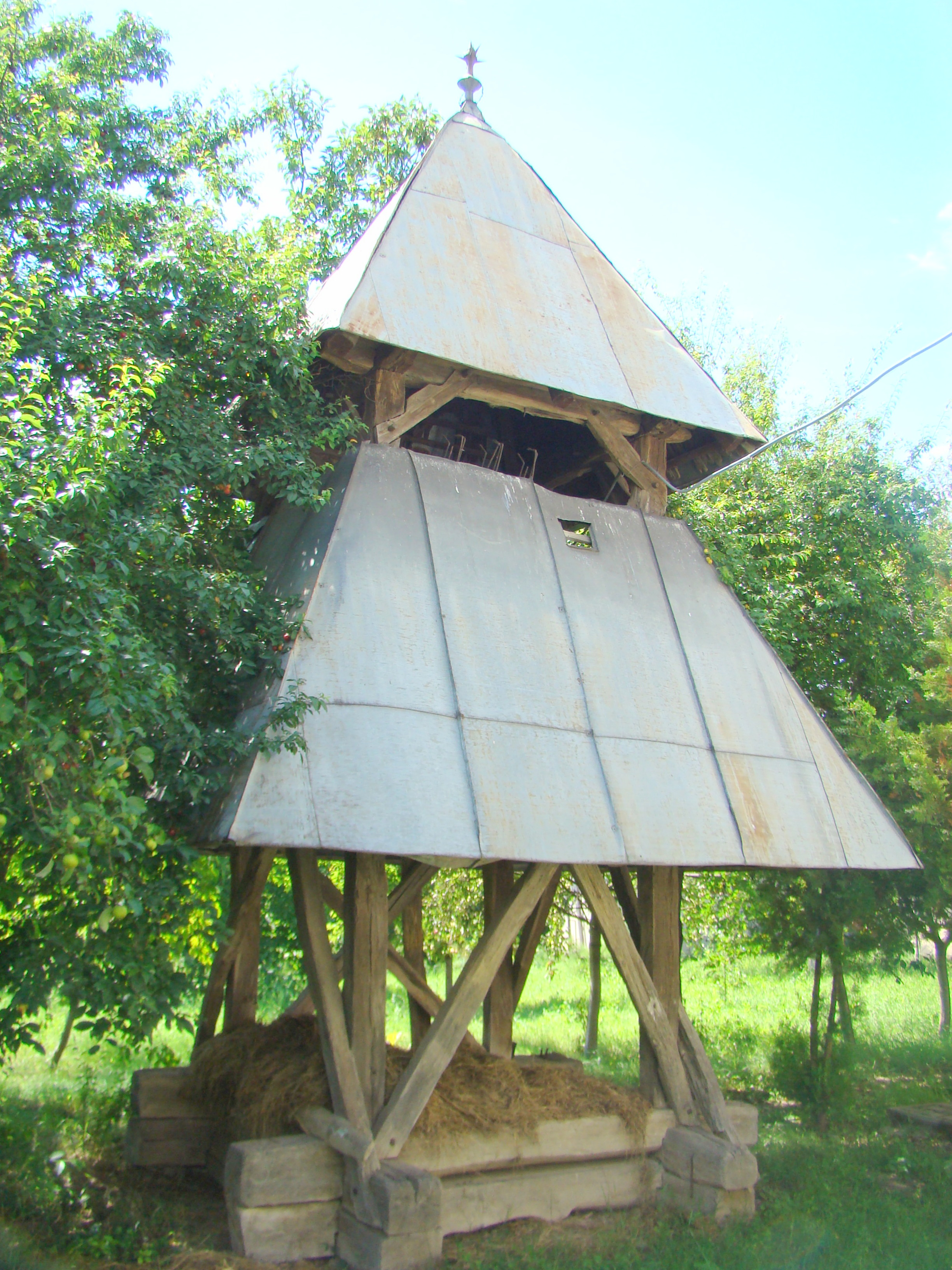
Clopotnița bisericii reformate
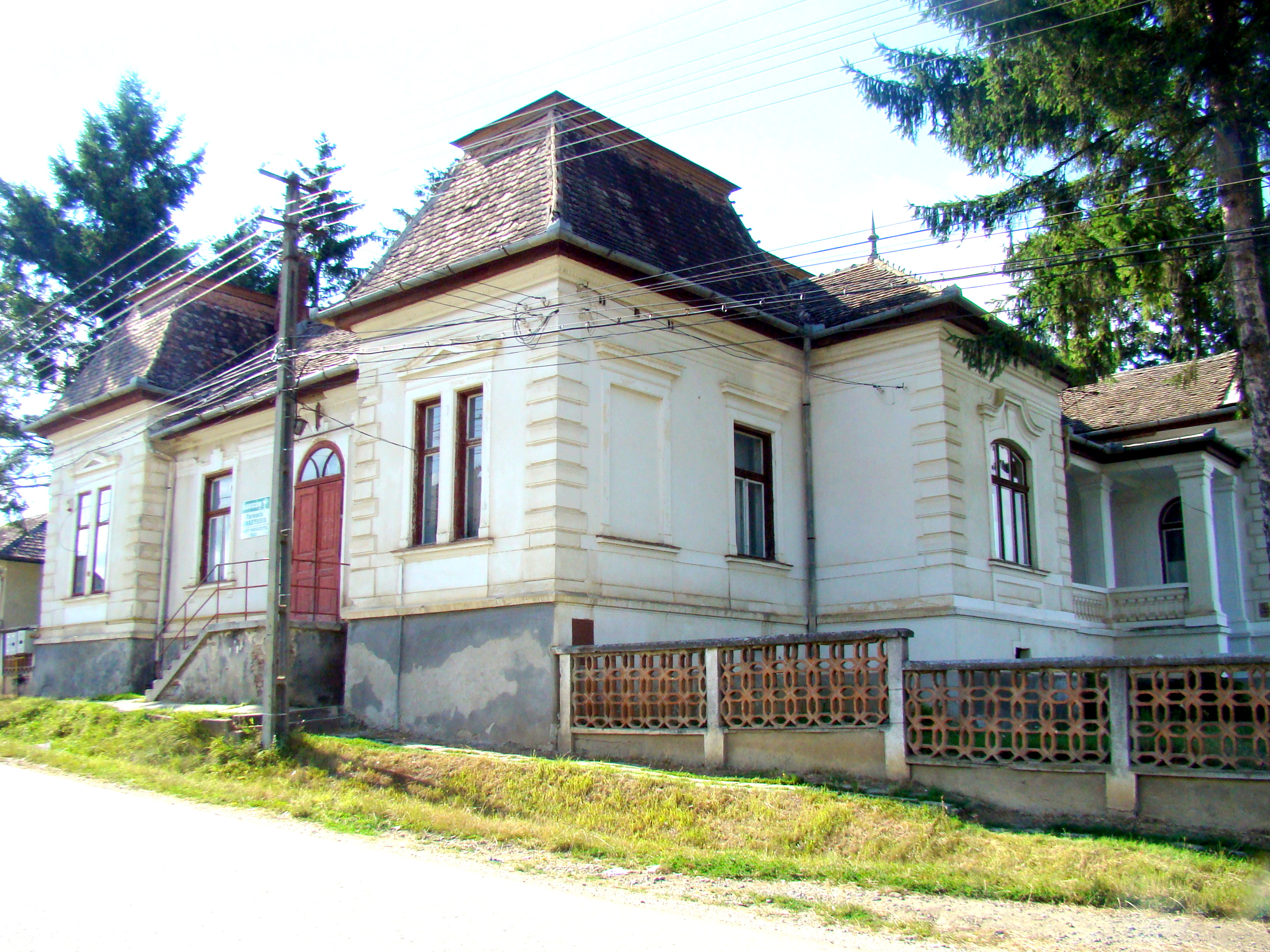
Conacul Pataki din Deaj (monument istoric)
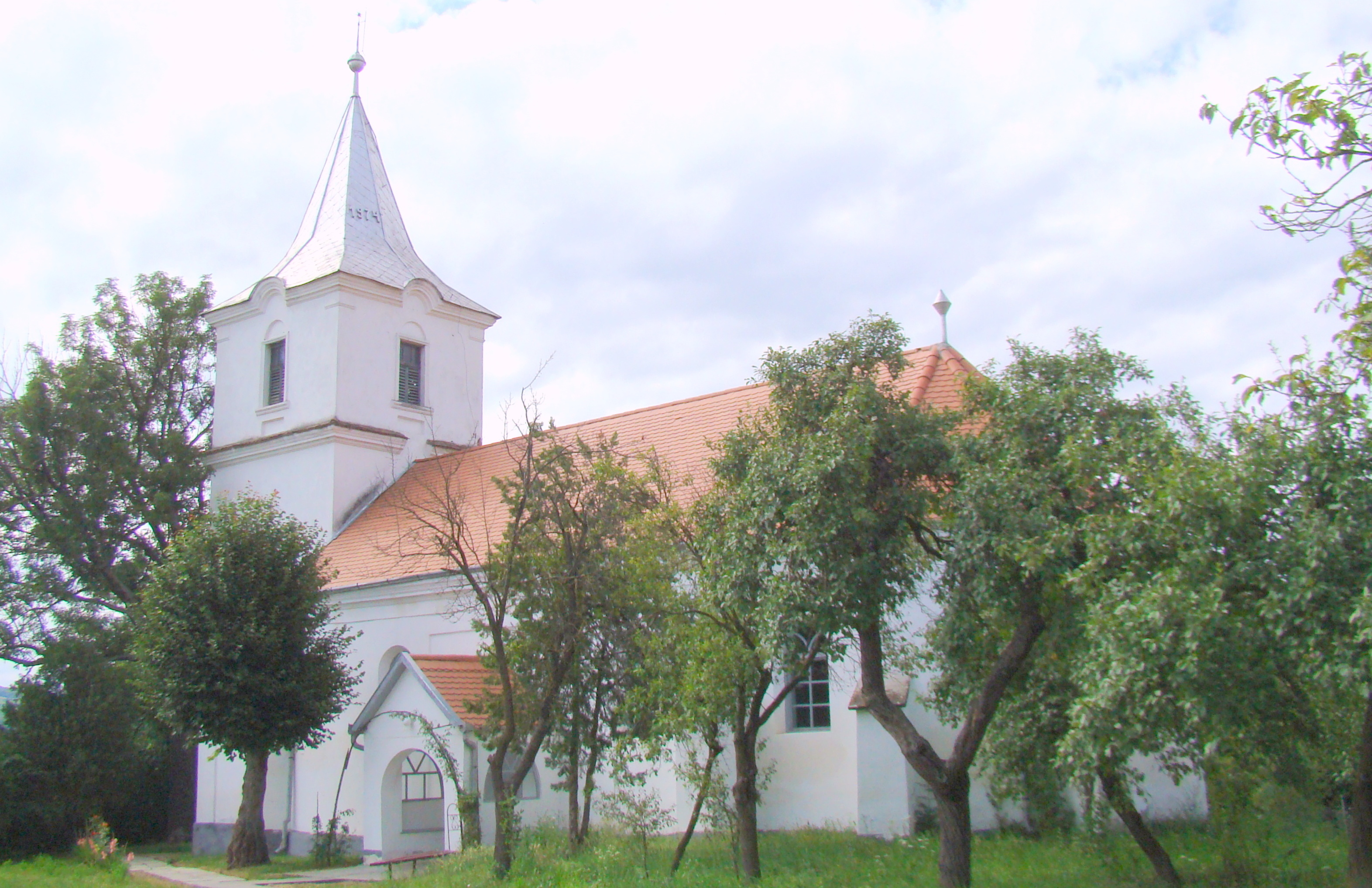
Biserica unitariană din Deaj (monument istoric)
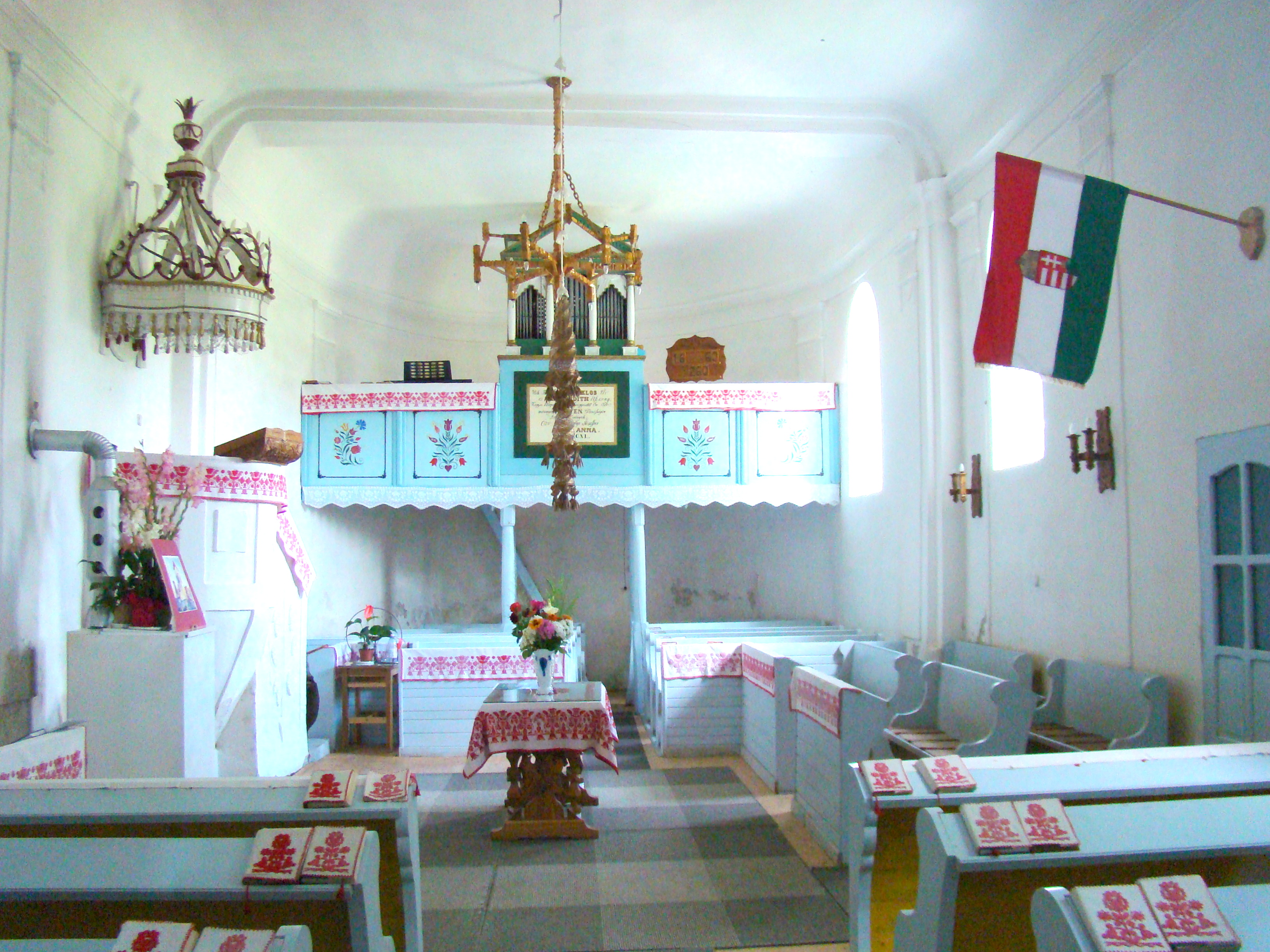
Biserica unitariană din Deaj (monument istoric)
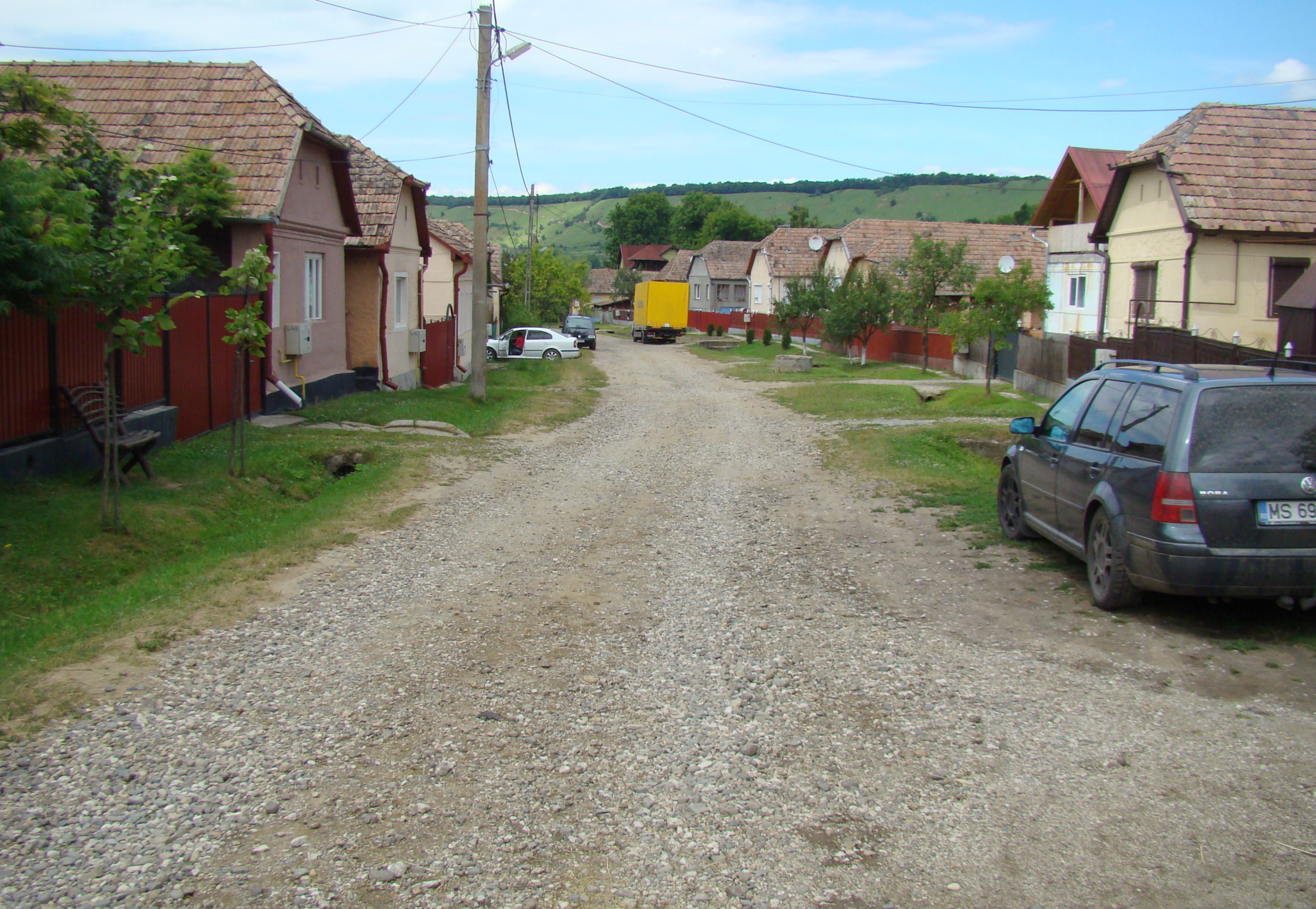
Hărănglab
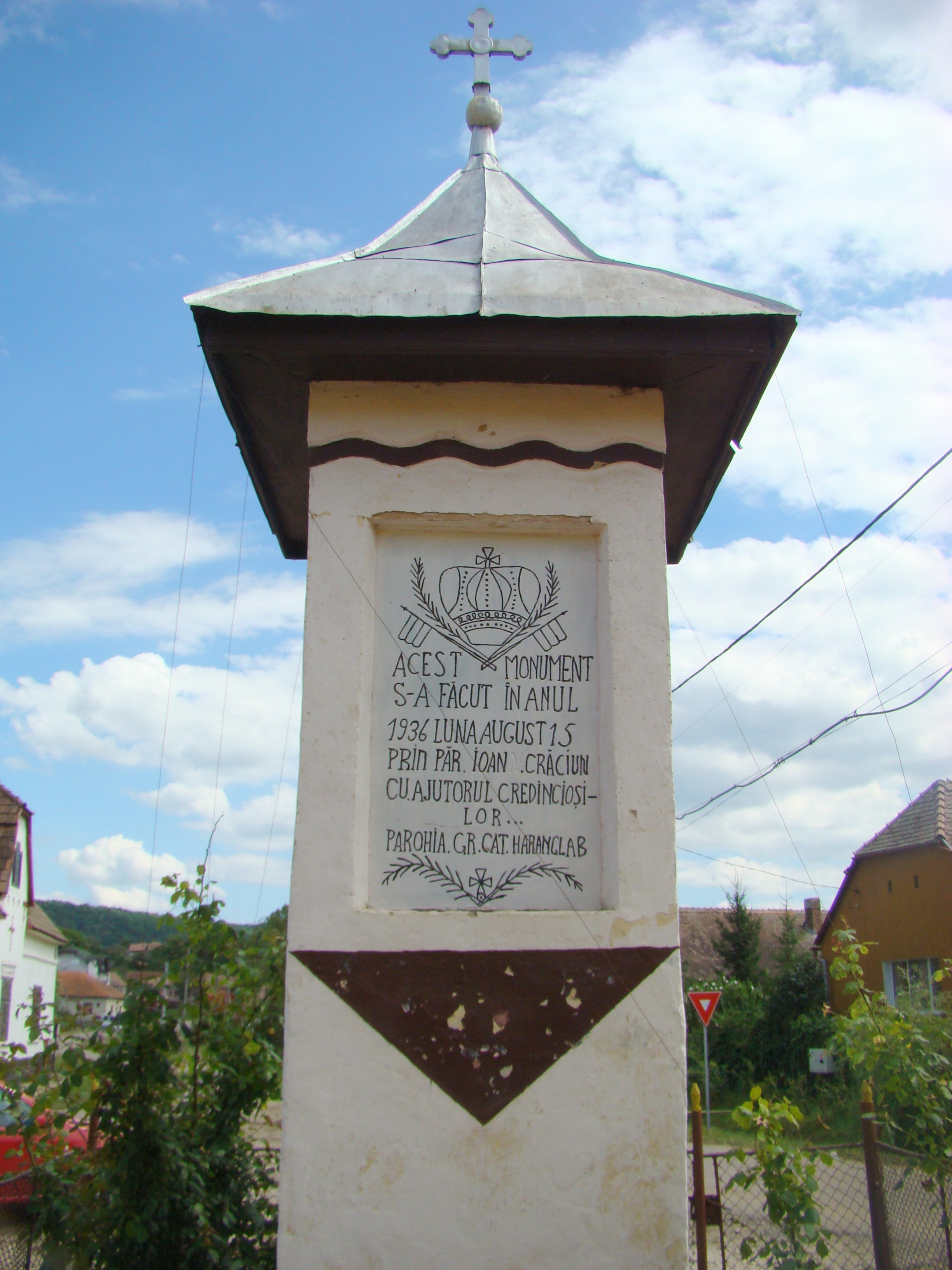
Monumentul eroilor
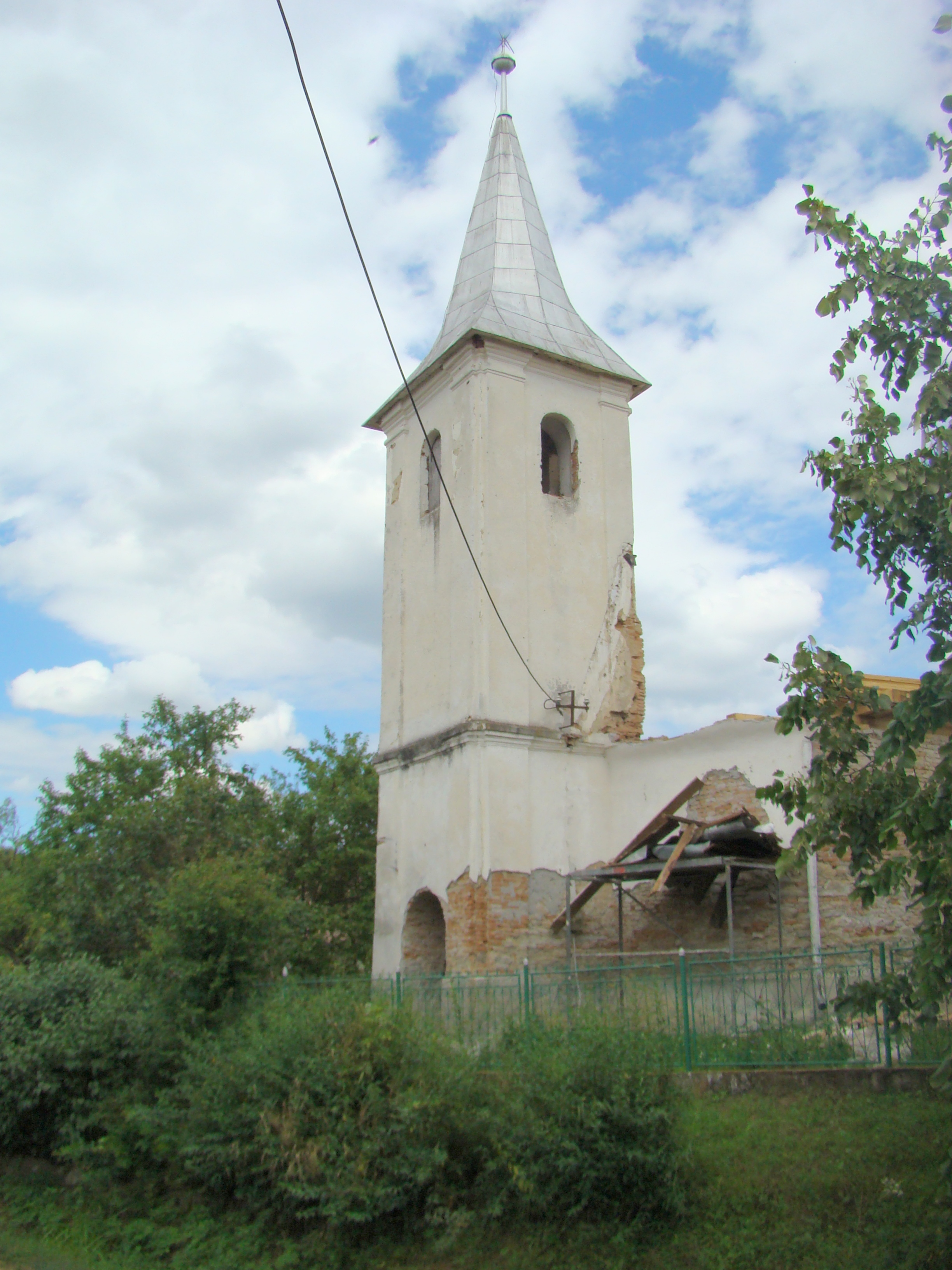
Biserica reformată
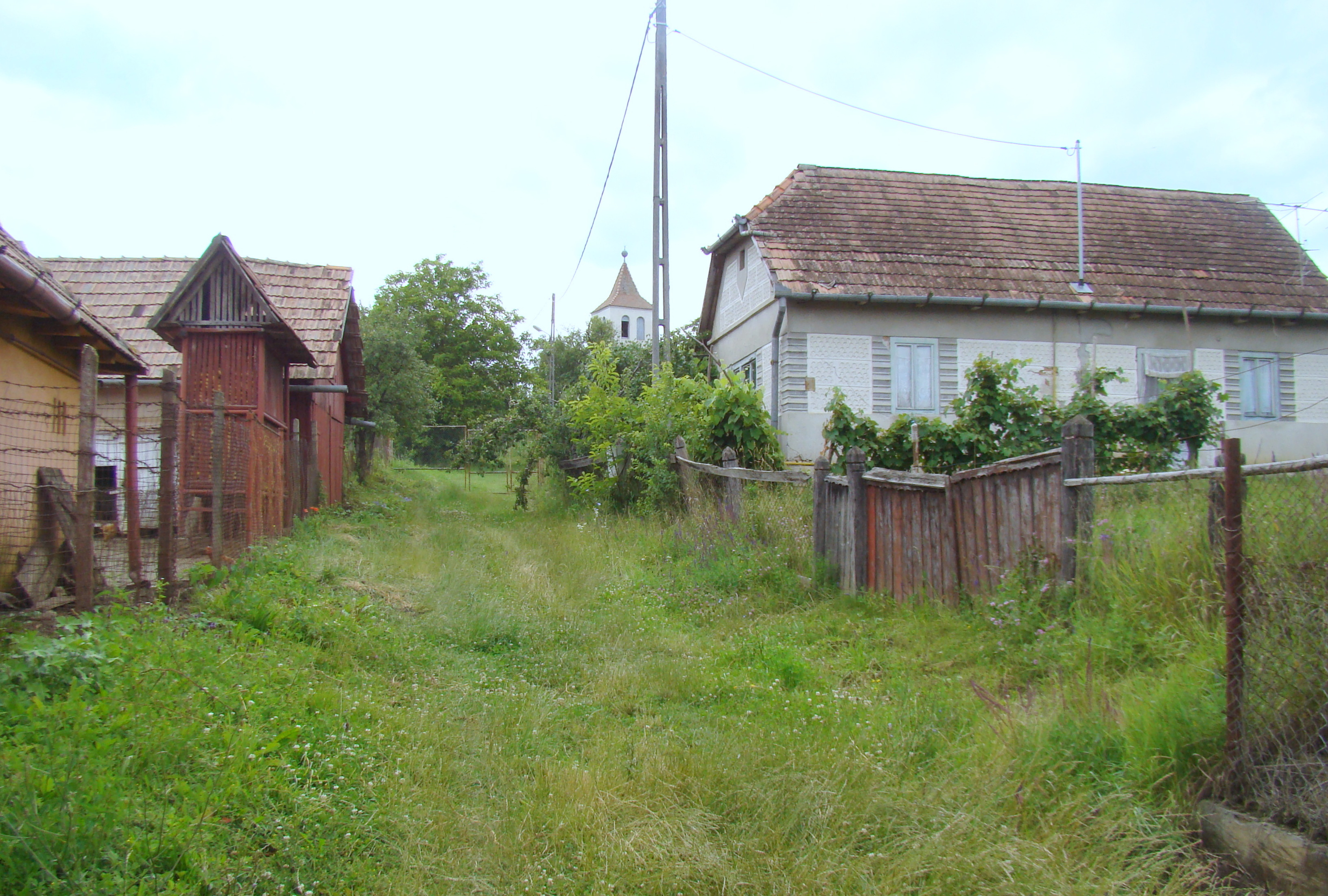
Hărănglab
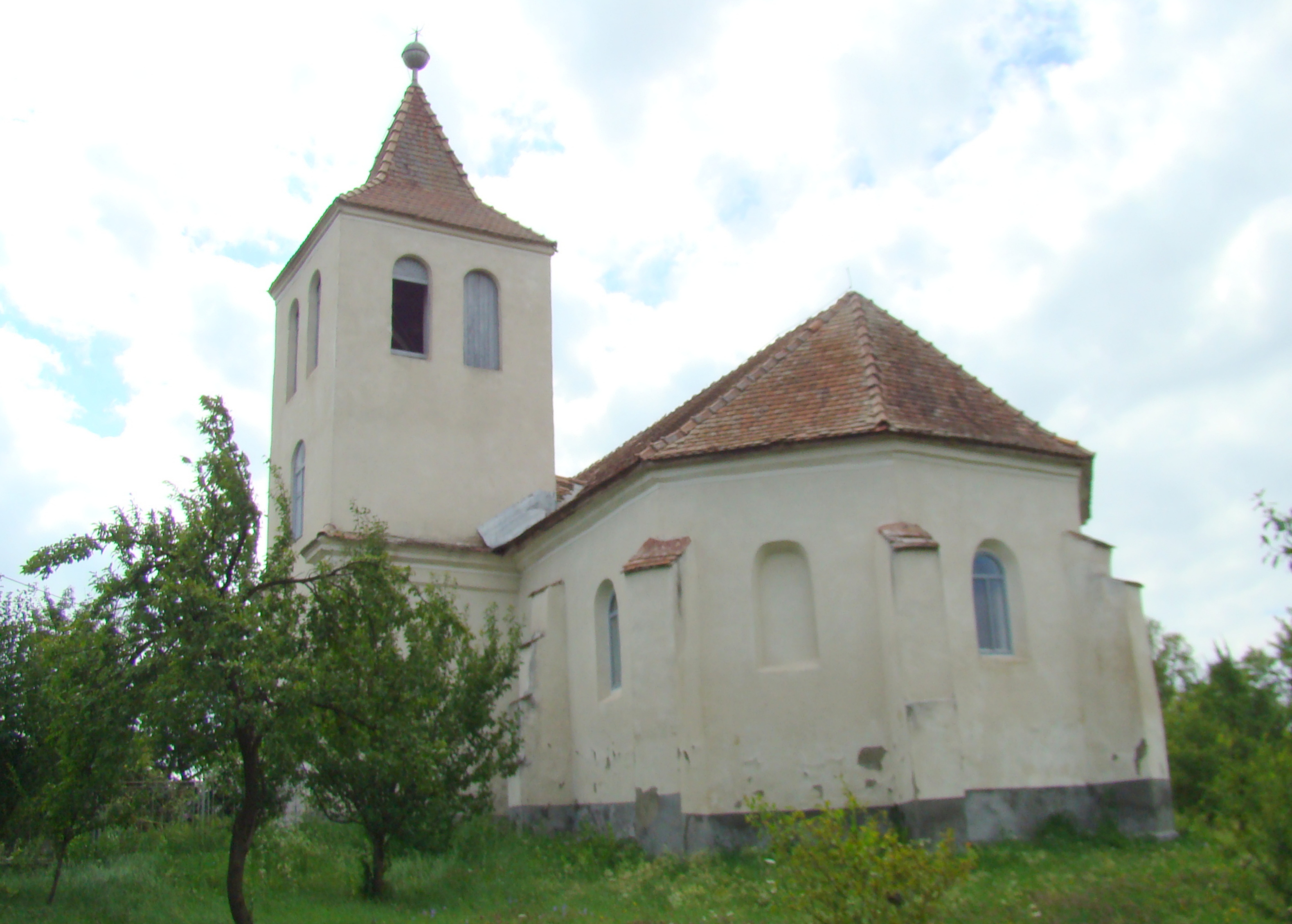
Biserica unitariană din Hărănglab (1750)
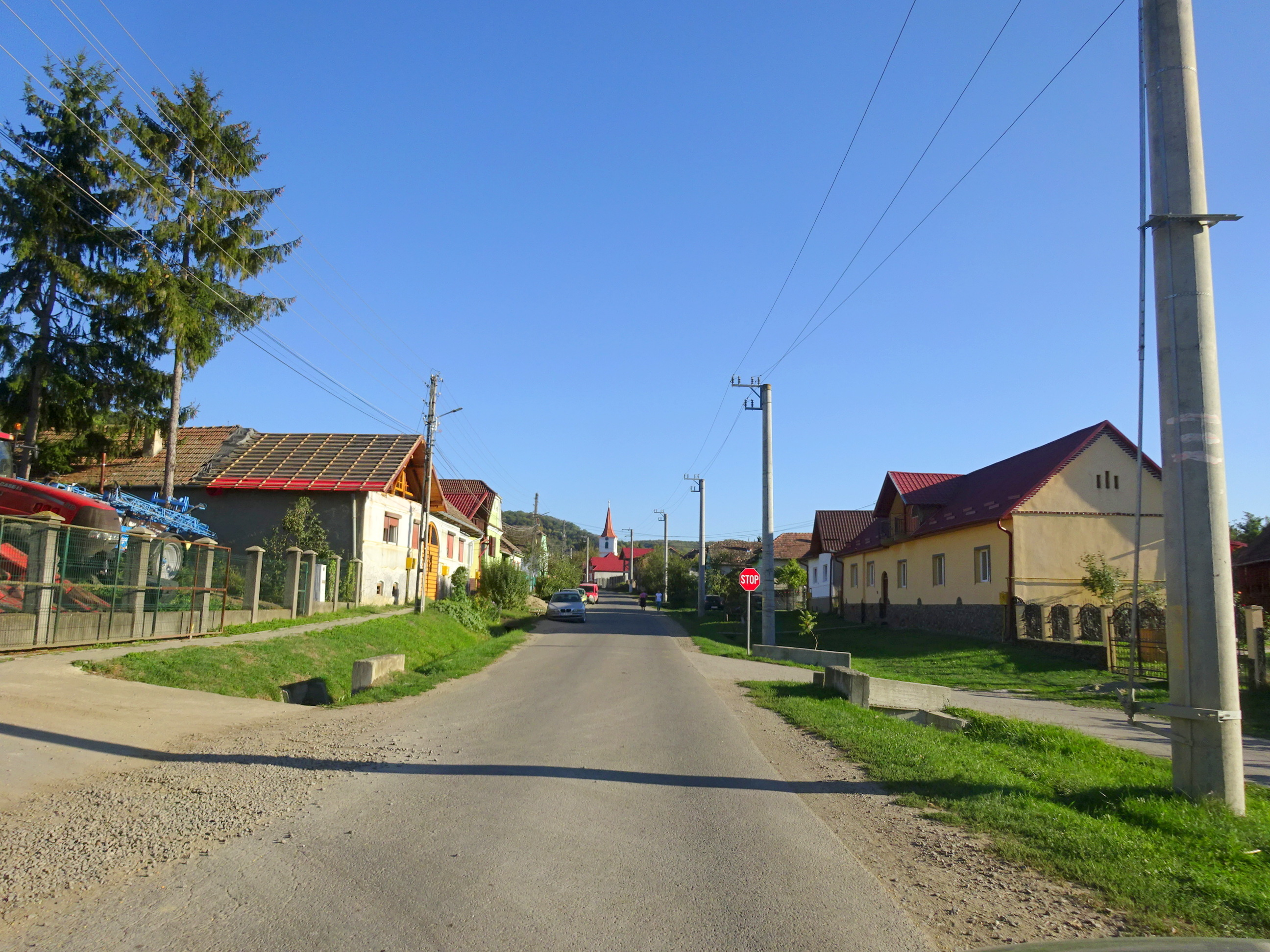
Ceuaș
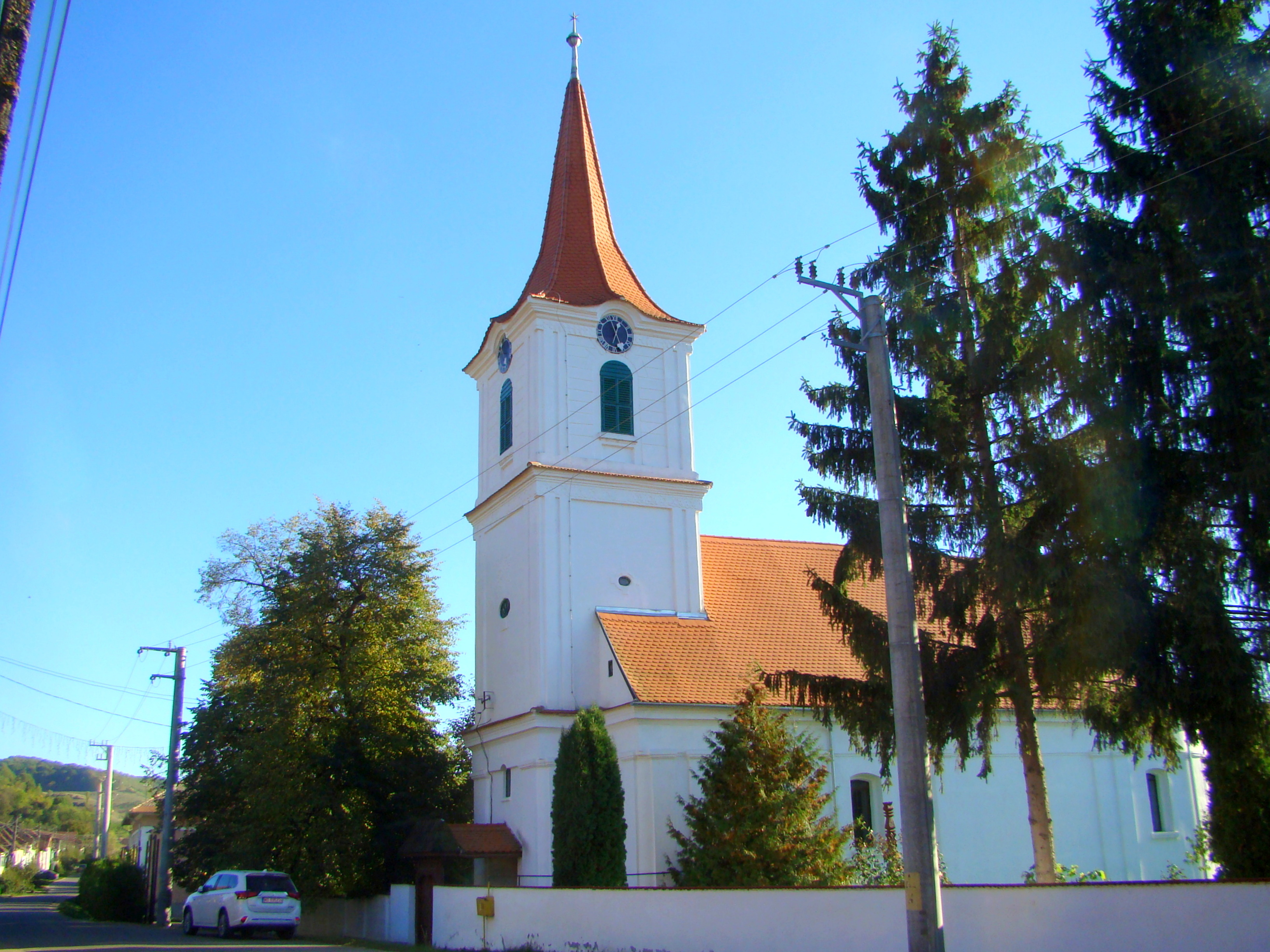
Biserica reformată din Ceuaș (1835)
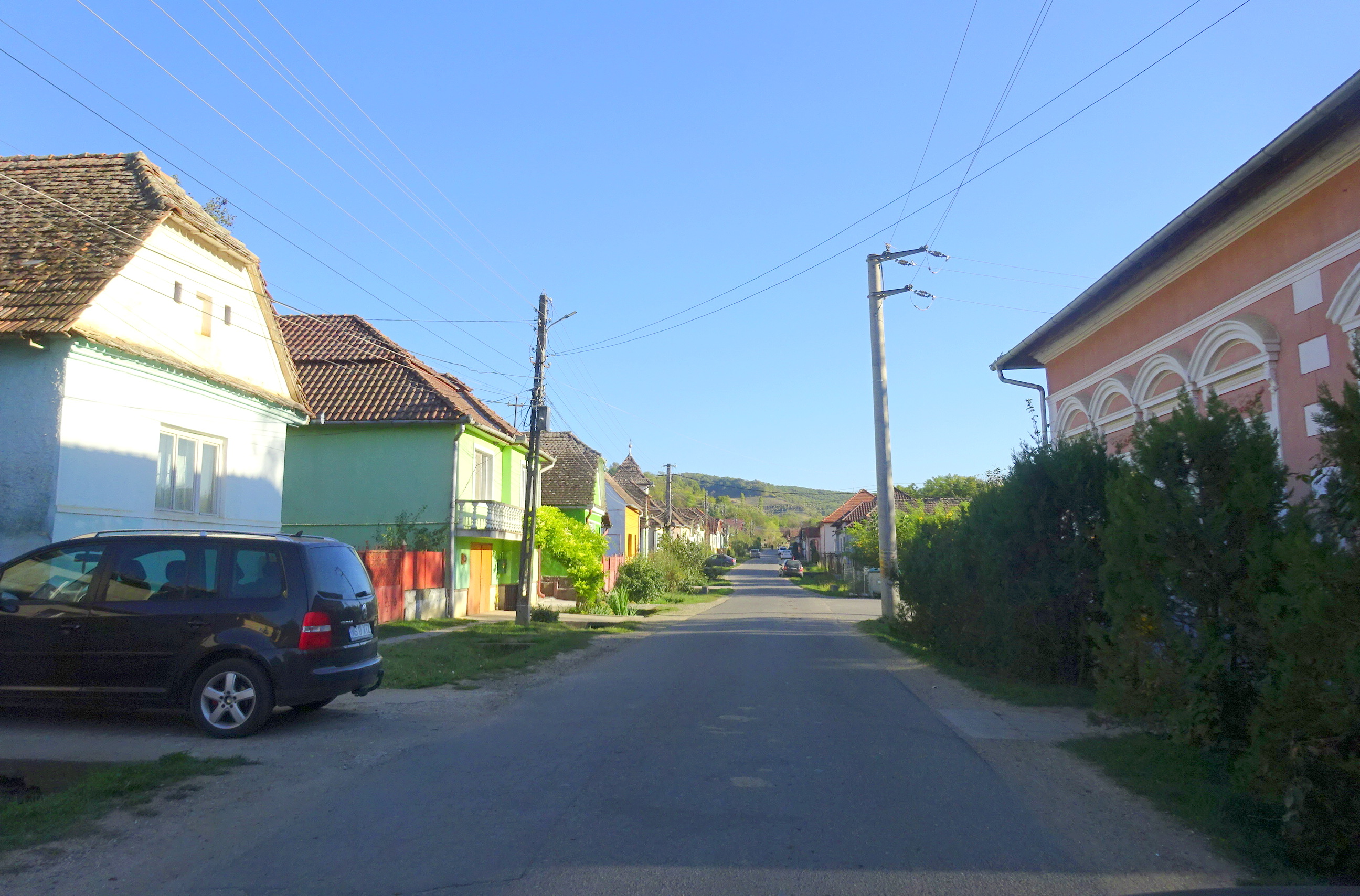
Ceuaș
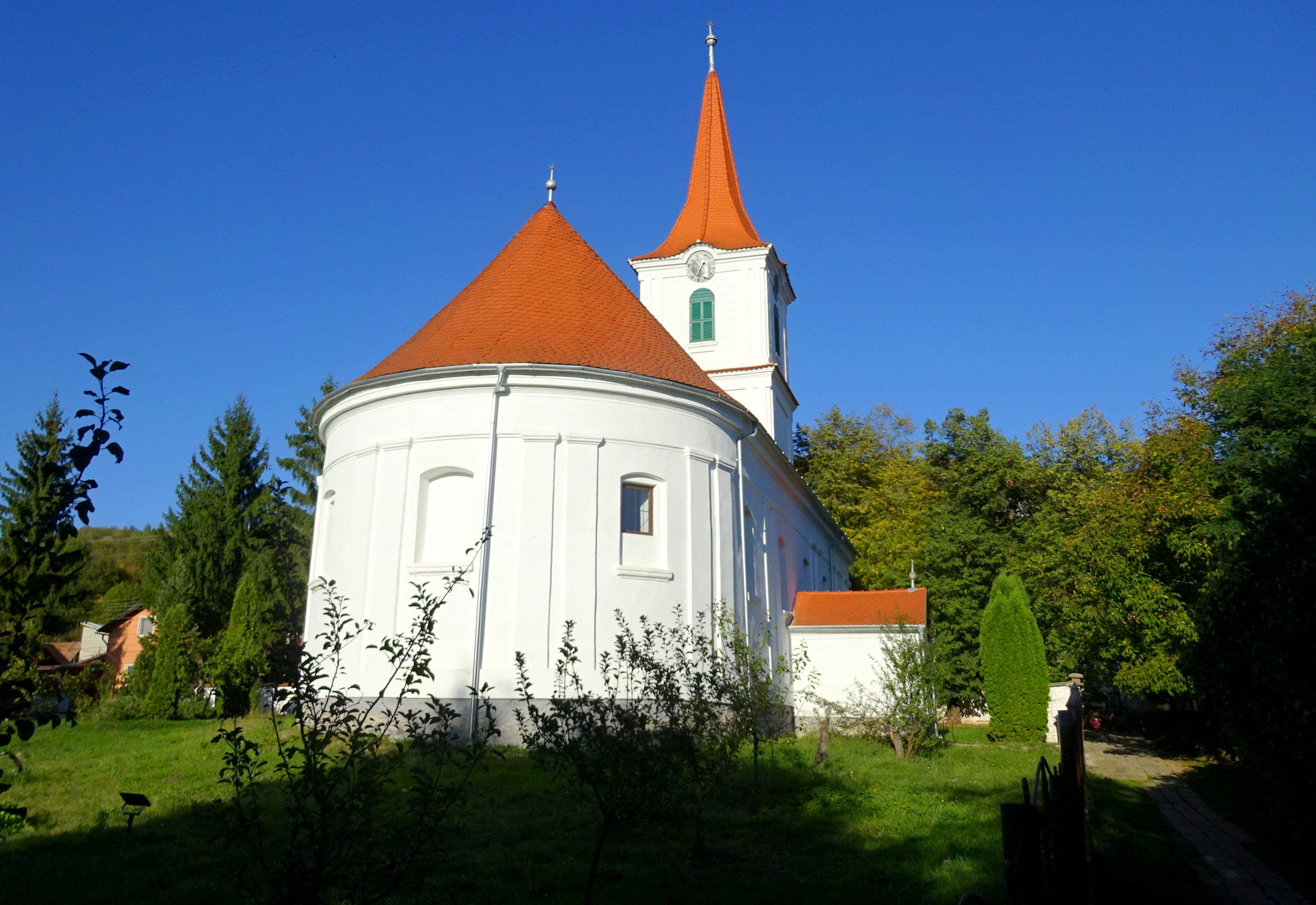
Biserica reformată din Ceuaș (1835)
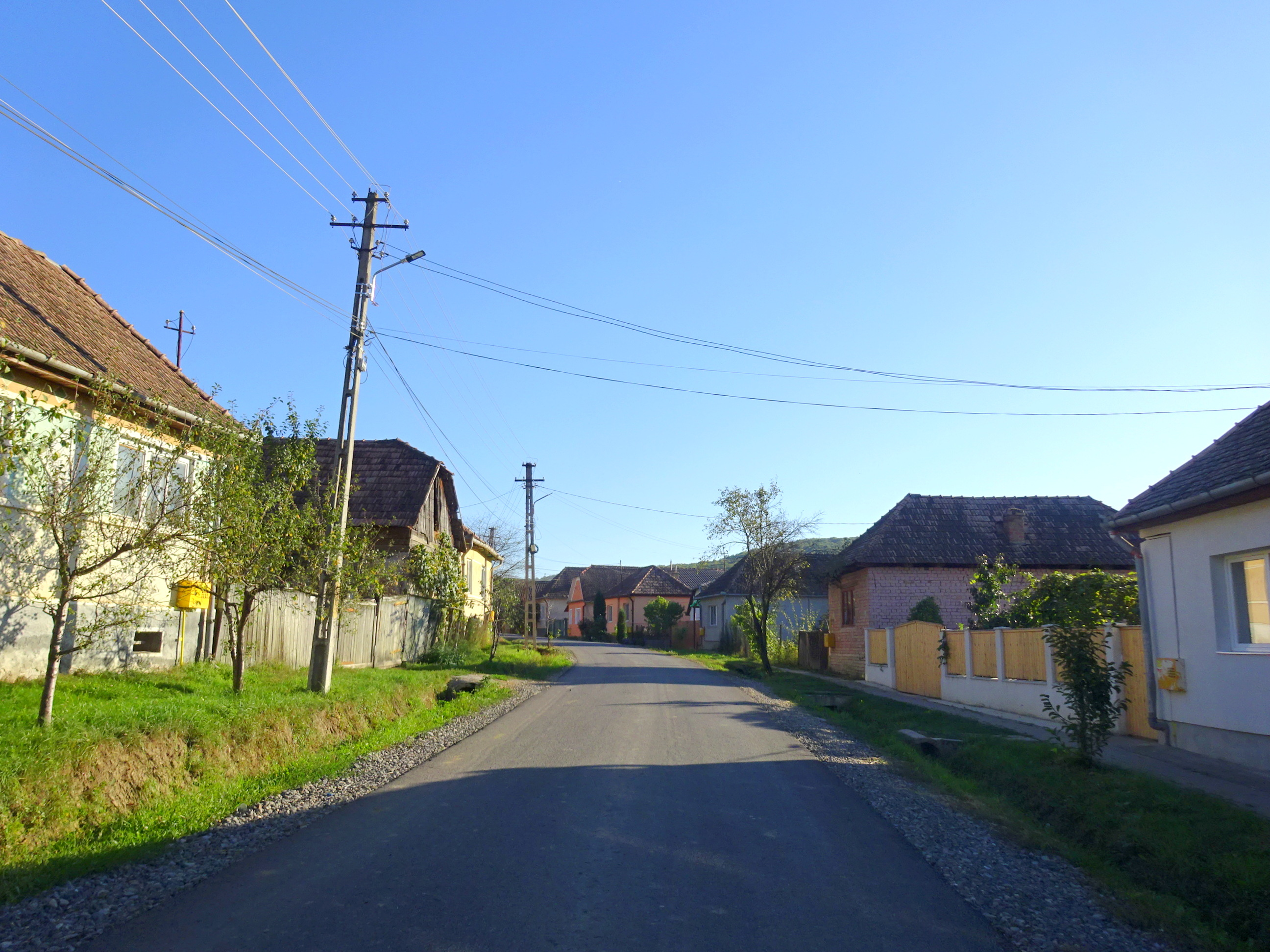
Ceuaș